# القوات الجوية الملكية السعودية
القوات الجوية الملكية السعودية إحدى القوات الرئيسية التي تشكل القوات المسلحة للمملكة العربية السعودية. وتقوم القوات الجوية بعمليات الإسناد بالإمدادات للقوات البرية، والقيام بعمليات البحث والإنقاذ في السلم والحرب وإخلاء الجرحى عن طريق الجو، ونقل القوات المحمولة جواً وتمويناتها إلى منطقة الهدف، والقيام بعمليات استخباراتية، والمحافظة على المكتسبات الوطنية بحماية أجواء السعودية من أي اعتداء. إضافة إلى مساهمتها بشكل كبير مع مختلف قطاعات الدولة بفاعلية أثناء الكوارث الطبيعية حيث يسند لها العديد من الأعمال، كذلك قيامها بدور إنساني مهم في مجال إخلاء المرضى والمصابين، عند تعذر وسائل النقل الأخرى من الوصول إليهم. كما تنقل طائرات النقل المعونات التي تساهم بها السعودية للدول عند حدوث الأزمات، كما تساهم بدور مهم في نقل كبار الشخصيات من مدنيين وعسكريين على طائراتها المجهزة لهذا الغرض، علاوة على رحلات البريد اليومية لطائرات النقل التي يستفيد منها جميع منسوبي القوات العسكرية وعائلاتهم، في التنقل داخل السعودية مجاناً.
القوات الجوية الملكية السعودية مرت بعدة مراحل في تاريخها حتى وصلت إلى الشكل الحالي. في بدايتها كانت تعرف بالقوات الجوية الحجازية التابعة لمملكة الحجاز التي تأسست بعد الثورة العربية الكبرى عام 1916، وبعد سقوط مملكة الحجاز وضمها لسلطنة نجد، دخلت طائرات وطيارين القوات الجوية الحجازية لقوة الطيران الحجازية النجدية التابعة لمملكة الحجاز ونجد وملحقاتها التي تشكلت في منتصف العشرينيات من القرن العشرين بأمر ملكي من الملك عبد العزيز آل سعود. وبعد توحيد المملكة العربية السعودية في عام 1932، تم ضم قوة الطيران الحجازية النجدية للمملكة العربية السعودية وتغيير اسم القوات الجوية إلى سلاح الطيران الملكي السعودي، وكان سلاح الطيران الملكي السعودي متواضع جدا من ناحية العدد والعتاد. وفي عام 1950 تم إعادة هيكلة سلاح الطيران الملكي السعودي وضمها لوزارة الدفاع بعدما كانت قوة مستقلة. وفي عام 1952 بدأت القوات الجوية باستلام الطائرات الحديثة من المملكة المتحدة، والولايات المتحدة. وفي عام 1393هـ الموافق 1974م تحول مسمى هذه القوة إلى القوات الجوية الملكية السعودية، ومن ذلك الحين بدأت القوات الجوية السعودية بالتطور والنمو والمشاركة في أبرز النزاعات في الشرق الأوسط.
للقوات الجوية السعودية عدد من المنشآت التعليمية أبرزها كلية الملك فيصل الجوية، ومعهد الدراسات الفنية. وللقوات الجوية السعودية منشآت عسكرية مختلفة في مهامها وهي قاعدة الملك عبد الله الجوية في جدة، قاعدة الملك عبد العزيز في الظهران، قاعدة الملك فهد الجوية في الطائف، قاعدة الملك فيصل الجوية في تبوك، قاعدة الملك خالد الجوية في خميس مشيط، قاعدة الملك سلمان الجوية في الرياض، قاعدة الأمير سلطان الجوية في الخرج، قاعدة الملك سعود الجوية، ومنشأة عسكرية في مدينة الملك خالد العسكرية، ومتحف تاريخي تابع للقوات الجوية الملكية السعودية في العاصمة الرياض يسمى متحف صقر الجزيرة للطيران.
تعاقب على قيادة القوات الجوية الملكية السعودية بمختلف مسمياتها 12 قائد، أولهم الفريق الطيار إبراهيم بن صالح الطاسان بمسمى مدير سلاح الطيران، ثم اللواء الطيار هاشم سعيد هاشم بمسمى قائد سلاح الطيران. أما بمسمى قائد القوات الجوية الملكية السعودية فتعاقب عليها 10 قادة أولهم الفريق الطيار أسعد عبد العزيز الزهير. القائد الحالي للقوات الجوية هو الفريق الطيار الركن تركي بن بندر بن عبد العزيز وهو يشغل هذا المنصب منذ 26 فبراير 2018. خلفا للفريق ركن محمد بن أحمد الشعلان الذي توفي في عام 2015. تملك القوات الجوية الملكية السعودية حاليًا ما يقارب 1,106 طائرة، و40,000 موظف نشط، و23,000 مجند، و9 أجنحة، و38 سرب، ووحدة قوات خاصة مخصصة للبحث والإنقاذ القتالي.

## التاريخ

### القوات الجوية الحجازية

علم مملكة الحجاز.

تعتبر أقدم قوة جوية عربية نظامية تم تأسيسها بعد نجاح الثورة العربية الكبرى ضد الدولة العثمانية عام 1916، وهي تابعة لجيش مملكة الحجاز. وكان أول استخدام لطائرات القوات الجوية الحجازية في الحروب كانت ضد القوات العثمانية خلال الحرب العالمية الأولى. واستخدمت أيضا في عام 1322هـ حيث كانت تقوم بطلعات استكشاف فوق مواقع جيش الملك عبد العزيز. في 29 يوليو عام 1921م وصل كابتن سلاح الجو الملكي البريطاني السابق روبرت بروك بوفام إلى جدة على متن السفينة الإيطالية مصوع، وكان يرافقه العقيد توماس إدوارد لورنس المعروف أيضاً باسم لورانس العرب، وكان الغرض من الزيارة هو مناقشة وتنظيم سلاح الجو الحجازي مع الملك حسين بن علي الهاشمي، الذي سافر من مكة المكرمة للقاء روبرت بروك بوفام في جدة. وكان الملك حسين بن علي الهاشمي طلب مسبقاً عدداً من الطائرات، والتي كانت في طريقها إلى مملكة الحجاز. وكانت الطلبية تحتوي على طائرتين إيركو دي إتش 9، وطائرتين ارمسترونغ ويتوورث إف.كي.8، وعدد من المحركات، وتمت الموافقة على تسليم هذه الطائرات من مصر إلى جدة من قبل الحكومة البريطانية في يوليو 1921، ووصلوا على متن سفينة في 6 أغسطس. وبعد عشرة أيام وصلت ست طائرات أخرى ولكن هذه المرة من إيطاليا أربعة قاذفات «كاودرون»، ومدربين إيطاليين. وكان في الحجاز بالفعل عدد قليل من الطائرات من نوع ألباتروس دي.3 تركت من قبل القوات الجوية العثمانية بعد الحرب العالمية الأولى. وفي حلول فبراير 1922، أصبحت الطائرات القادرة على العمل في القوات الجوية الحجازية: طائرتين من نوع إيركو دي إتش 9، وطائرتين من نوع فارمان، وطائرتين من نوع ارمسترونغ ويتوورث، و3 طائرات من نوع كاودرون واحدة متعطلة، والأخرى بحالة جيدة والأخرى تحت الصيانة ويعمل عليها ميكانيكي إيطالي، أما الطيارين فتم التعاقد مع ثلاثة طيارين من روسيا، وطيار يوناني. وكان هذا الاهتمام بالقوات الجوية من قبل الملك حسين بن علي الهاشمي بسبب بزوع سلطنة نجد وخوفه من محاولة الملك عبد العزيز لضم مملكة الحجاز لسلطنة نجد.

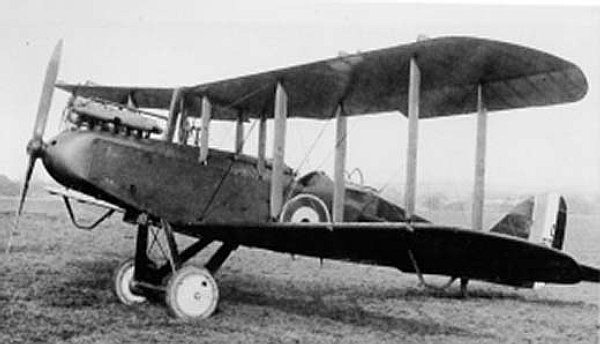
طائرة إيركو دي إتش 9.

وفي 25 فبراير 1922 قام أحد الطيارين الروس بالطيران بطائرة من نوع كاودرون أمام الملك حسين بن علي الهاشمي في الطائف ولكنه اصطدم بالأرض وقتل، وبعد عدة أشهر تم فصل بقية الطيارين الروسيين وقيام بعض الطيارين والميكانيكيين برفض أوامر العودة للمدينة المنورة وقتال جيش الملك عبد العزيز تحت إمرة الأمير علي بن حسين، وقاموا بعمل إضراب ثم استقالوا جميعاً، ولم يبقى في القوات الجوية الحجازية إلا ميكانيكي روسي وصل حديثا من القاهرة. وفي أغسطس 1922قامت مملكة الحجاز بالتعاقد مع عدد من الطيارين والميكانيكيين الروس. وفي يناير عام 1923 بدأ الطيارين الروس بتعليم بعض جنود مملكة الحجاز الطيران. ويعتبر الملازم اول في جيش مملكة الحجاز عبد السلام سرحان من مكة المكرمة أول طيار عربي يتمكن من التحليق بمفرده في سماء جدة وهو من خريجي مدرستها الحربية، إذ حلق بمفرده في يوم الأربعاء الموافق 11 أبريل 1923 في سماء مدينة جدة لمدة 20 دقيقة فوق منطقة الميناء، وكان ثاني طيار ينجح في الطيران بمفرده في سماء مدينة جدة هو الطيار حسن ناظر من أهالي المدينة المنورة اذ حلق في سماء جدة في الموافق 3 أغسطس 1924. وفي عام 1924 قامت القوات الجوية الحجازية برحلات جوية فوق تربة لمضايقة جيش الملك عبد العزيز، وفي نهاية مارس 1924 توقفت الحكومة البريطانية عن دعم الملك عبد العزيز. وفي 20 أغسطس 1924 دخلت جيوش الملك عبد العزيز الحجاز. وفي 13 تشرين الأول سيطرت جيوش الملك عبد العزيز على مكة المكرمة، وتم استدعاء القوات الجوية الحجازية لدعم جيوشها ولكنها وجدت نفسها في حاجة ماسة إلى المزيد من الطائرات والرجال. وفي 7 نوفمبر 1924 تم التعاقد مع ثلاثة طيارين بريطانيين، وفي 22 نوفمبر نفس العام هبطت ثلاث طائرات مستعملة من قبل بريطانيا العظمى من نوع إيركو دي إتش 9 في جدة، وبعدها بعدة أشهر قام أحد الطيارين البريطانيين بالاستقالة والعودة إلى وطنه. أما أحد الطيارين الروس فكان يقوم بعمل طلعات جوية يومية فوق معسكرات جيش الملك عبد العزيز وإسقاط القنابل اليدوية عليهم، ولكن في أحد الطلعات انفجرت أحد القنابل في الطائرة وقتل الطيار الروسي ومعه صحفي عربي، وبعدها بعد أشهر دخلت مملكة الحجاز بأزمة مالية مما تسبب باستقالة جميع الطيارين. وفي عام 1925 وافقت شركة ستيفن وهيمان الألمانية لتزويد مملكة الحجاز بالطائرات والطيارين. وفي 25 أغسطس 1925 قامت شركة ستيفن وهيمان بتزويد مملكة الحجاز بالقوات خاصة، و6 طائرات إيركو دي إتش 9، ومحركات، ورشاشات من نوع لويس، وما يقارب 500 قنبلة يدوية للدفاع عن مملكة الحجاز ضد سلطنة نجد. وفي نفس الفترة قامت بريطانيا العظمى بتزويد مملكة الحجاز بالطائرات والطيارين، ولكن مع مرور الوقت حدثت بعض الحوادث للطائرات، وبدأ بعض الطيارين وخاصة الألمانيين بمغادرة القوات الجوية الحجازية. وفي حصار جدة في عام 1344هـ الموافق 1925م سقطت إحدى طائرات القوات الجوية الحجازية أثناء تحليقها في رحلة استطلاعية فوق مواقع جيش الملك عبد العزيز وانفجرت الثانية في السماء نتيجة لخطأ في توصيل مشغل القنابل التي كانت تحملها، وفي شهر ديسمبر عام 1925 انتهت مملكة الحجاز بعد سقوطها في يد الملك عبد العزيز وضمها لسلطنة نجد.
بعد دخول الملك عبد العزيز إلى جدة استسلمت قوات مملكة الحجاز، وصفح الملك عبد العزيز عن الضباط والجنود الحجازيين، ودخلوا في طاعة الملك عبد العزيز وواصلوا العمل تحت لوائه في مواقع عسكرية جديدة، وأصبحوا نواة القوات الجوية الملكية السعودية، وقد استمر البعض منهم في العمل في مجال الطيران وانتقل الآخرون الذين لم تعد صحتهم تسمح لهم بالاستمرار في الطيران ولديهم الخبرة التي يمكن الاستفادة منها في مجال آخر مثل: حسن ناظر الذي عمل في الجيش السعودي. وغنمت قوات الملك عبد العزيز ثماني طائرات منها ست من طراز إيركو دي إتش 9 وأمر الملك عبد العزيز ببيعها وشراء طائرات بديلة عنها، كما استخدم الملك عبد العزيز طائرتين من تلك الطائرات القديمة ليضعهما أمام قشلة جدة ليعلم عن امتلاكه للطائرات الحربية مما يضاعف من هيبة قواته في نظر أعدائه.

### قوة الطيران الحجازية النجدية
بعد ضم الحجاز وقبل توحيد المملكة العربية السعودية صدر أمر ملكي في عام 1925م بتأسيس قوة طيران باسم «قوة الطيران الحجازية النجدية»، وانطلاقاً من اهتمام الملك عبد العزيز بامتلاك قوة جوية تحمي سماء المملكة العربية السعودية قرر شراء أربع طائرات بريطانية الصنع من طراز ويستلاند وابيتي مارك 2 ذات الجناحين والتي كانت من أحدث الطائرات المستخدمة آنذاك وذلك في 2 رجب 1348هـ الموافق 30 ديسمبر 1929م، وأعد لها أول مطار في تاريخ السعودية في جزيرة دارين بالمنطقة الشرقية. وبقيت هناك لسنوات بعدد وعتاد متواضع جدا حتى أمر الملك عبد العزيز بنقل هذه القوة إلى مدينة جدة. وفي عام 1349هـ الموافق 1930م، أنشئت أول مدرسة للطيران، أشرف على إدارتها عدد من المدربين والطيارين البريطانيين تحت إمرة ناظر الطيران الشيخ فؤاد حمزة، واستقبلت المدرسة حينها عدداً من الطلبة اختير منهم 6 لدراسة الطيران و12 للميكانيكا و12 لدراسة ميكانيكا محرك الطائرات وذلك في العام 1349هـ \ 1930م؛ إذ كانت مدة الدراسة للفنيين 6 أشهر وللطيارين فترة تتجاوز السنة. ونظراً لكثرة الحوادث، والصعوبات الفنية في الصيانة، والحصول على قطع الغيار، وعائق لغة إنجليزية اللغة الرئيسية لتعليم الطيران إذ تم إغلاقها وتوقفت أعمال المدرسة. وفي تلك الفترة تكونت جمعية الطيران العربية في 5 شعبان 1349هـ الموافق 25 ديسمبر 1930م في مكة المكرمة وبدأت كل مدينة تجمع التبرعات لشراء الطائرات، ويقدر قيمة التبرعات التي تم جمعها 2094 جنيها إسترلينيا و13 ريالا عربيا، منها 1000 جنيه تبرع بها الملك عبد العزيز و500 تبرع بها الأمير فيصل. وفي نهاية مملكة الحجاز ونجد وملحقاتها كانت القوات الجوية تمتلك ما يقارب التسع طائرات بعضها كان يعمل والآخر لا يعمل، وإحدى عشر ضابطاً و150 من الرجال.

### القوات الجوية الملكية السعودية
بعد توحيد المملكة العربية السعودية عام 1932م أُعيد افتتاح مدرسة الطيران في عام 1355هـ \ 1936م، في نفس المكان تنفيذاً للمرسوم الملكي الصادر بذلك، وأوكلت القيادة آنذاك للقائد سعيد كردي وجلب لها مدربين من روسيا. وبحسب بعض المؤرخين والرحالة الأوروبيين الذين وثقوا تاريخ السعودية ومنهم عبد الله فيلبي وغلوب باشا فإن الملك عبد العزيز قد بدأ بإرسال البعثات إلى خارج السعودية قبل هذا التاريخ بقليل لتعلم الطيران بشقَّيه الحربي والمدني؛ إذ أرسلت أول بعثة إلى إيطاليا عام 1354هـ لدراسة فن الطيران، وعند عودتهم منحوا رتبة ملازم أول طيار وقد كانوا نواة القوات الجوية الملكية السعودية، وفي تلك السنة أهدت الحكومة الفرنسية إلى الملك عبد العزيز طائرة فرنسية الصنع لحمل الركاب، كما أهدت الحكومة البريطانية إلى الملك عبد العزيز ثلاث طائرات بريطانية الصنع سنة 1356هـ \ 1937م، فتعاقدت الحكومة السعودية معها على إنشاء مطار جدة الذي كان يعرف بمطار عباس بن فرناس وتم الانتهاء منه عام 1358هـ، وبعد الحرب العالمية الثانية تسلمت المملكة 14 طائرة من طراز داكوتا وأخرى من طراز بريستول، وكانت معظمها تعمل على الرحلات الداخلية بالإضافة إلى إنشاء خط طيران منتظم بين السعودية وكلاً من مصر وسوريا ولبنان. وفي سنة 1368هـ ابتعثت مدرسة أعمال المطارات بجدة وبعد حوالي سنتين من افتتاحها مجموعة من الطلبة إلى إنجلترا بعد أن أكملوا تدريبهم الأول في مطار الحوية على طائرات إنجليزية الصنع من طراز تايغر موث ألحقت بهم دفعة أخرى في عام 1369هـ، وتبعهم بعد ذلك مجموعة أخرى إلى الولايات المتحدة الأمريكية. وفي تلك الفترة كان الملك فيصل وهو أحد عشاق الطيران ومن المشجعين عليه لدرجة أنه كان يرافق المدربين في طيرانهم أثناء التدريب رئيساً لجمعية الطيران، وكان الهدف من تأسيس هذه الجمعية هو إيجاد سلاح للطيران قادر على حماية أجواء السعودية والدفاع عن أراضيها.

#### التنمية
وفي عام 1371 هـ وقبل وفاة الملك عبد العزيز بقرابة عامين ومع بداية تخرج الدفعتين الأولى والثانية من بريطانيا أعلن تشكيل القوات الجوية الملكية السعودية المعاصرة بصورة رسمية تكون تابعة لمكتب شؤون الطيران بوزارة الدفاع. ورفع حينها أول علم للقوات الجوية الملكية السعودية الحديث على سارية أول حظيرة التي أنشئت في جدة في 5 نوفمبر عام 1952م - 15 صفر 1371هـ والتي تعتبر النواة الأولى لتدريب وتخريج الطيارين والفنيين بالمملكة العربية السعودية. وظلت هذه المدرسة تمارس دورها ومشوارها العلمي حتى سنة 1383هـ في عهد الملك سعود حصلت المملكة العربية السعودية على عدد من الطائرات، ففي عام 1953 طلبت السعودية 18 قاذفات قنابل خفيفة من طراز بي-26بي، الا أنه تم تسلميها 9 طائرات فقط بسبب الحرب الكورية والتي كانت لا تزال مشتعلة في ذلك الوقت، حيث استلمت أول طائرة من طراز (B-26B) في فبراير 1954، وآخرها تم تسليمه في يونيو من عام 1955، وحملت الترقيم من 301 إلى 309. كذلك تم شراء طائرات شينوك، وطائرات تي-6 تكسان وطائرات تي-34 مينتور وطائرات دوغلاس سي-47 سكاي ترين وطائرات تي-28 تروجان وطائرات دي هافيلاند فامباير، وافتتحت مدارس سلاح الطيران في جدة والتي خرجت عدداً من الدورات ثم نقلت إلى الظهران تحت مسمى جديد هو «وحدة تدريب القتال». عند تخريج الدفعة الثامنة من طلابها إذ قام الملك فيصل في أول عهد له عام 1384هـ البدء بالتخطيط لإيجاد كلية تتسع لأعداد كبيرة من الطلبة السعوديين وبمستويات عالية من التدريب، قام الملك فيصل برسم خطة لسلاح الطيران الجوي الملكي السعودي تتواءم مع روح العصر ومقتضياته، شملت أسلحة وأجهزة متطورة، فكان إعلان إنشاء كلية الملك فيصل الجوية عام 1387هـ والتي تم افتتاحها بعد ثلاث سنوات وتحديدا في 1390هـ.
في ديسمبر 1965، تم طلب أربعين مقاتلة لايتنينغ، منها 34 طائرة بمقعد واحد و6 طائرات بمقعدين، وبدأت عمليات التسليم في 1 يوليو 1968، عندما أقلعت طائرتان من طراز (F.Mk 53) من وارتون إلى جدة، واكتملت عمليات التسليم في سبتمبر 1969، وتم استلام أخر طائرة تم بناؤها وكانت تحمل الرقم المسلسل (53-700) في 29 يونيو 1972. واستمرت مقاتلة اللايتنينغ في الخدمة حتى يناير 1986م.

#### التطوير والتحديث
في عهد الملك خالد بدأت القوات الجوية السعودية بالتطور والنمو حيث حصلت السعودية على أحدث الطائرات والنُظم والمعدات في العالم، عن طريق إبرام عدد من المشاريع مع الدول الغربية الصديقة، وتوج ذلك بالحصول على طائرات نورثروب إف-5 وطائرات إف-15 إيغل. وفي عهد الملك فهد شهد تضاعف في أعداد الطائرات عن طريق إبرام عدد من العقود والمشاريع، وشمل ذلك الحصول على طائرات بوينغ إي-3 سينتري، وطائرات التورنيدو، بنوعيها الدفاعي والهجومي، وعدد من طائرات النقل، وطائرات الاستطلاع، وطائرات البحث والإنقاذ، والطائرات المخصصة في مجال التدريب، كما تم في عهده تطوير وتحديث مراكز القيادة والسيطرة والاتصالات التي ضاهت في تقنيتها ما لدى الدول المتقدمة. وفي عهد الملك عبد الله أبرمت المملكة العربية السعودية مع الجمهورية الفرنسية صفقة تسليح القوات الجوية الملكية السعودية بطائرات إيه 330 إم آر تي تي في 3 يناير 2008، ومن مهام الطائرة الشحن وتزويد الطائرات الحربية بالوقود في الجو. وفي أغسطس 2014 أعلنت شركة بي إيه إي سيستمز البريطانية انها تتوقع بيع 100 طائرة تايفون جديدة للمملكة العربية السعودية. وتم توقيع عقود مع شركة لوكهيد مارتن لمضاعفة عدد طائرات سي-130 جيه سوبر هركيوليز، وشراء طائرتين من نوع إتش سي 130 جي كومبات كينغ 2 للعمليات الخاصة. وطلبت المملكة العربية السعودية في يونيو 2012 شراء 84 طائرة إف-15 إي سترايك إيغل النسخة «السعودية المتقدمة»، وطلبت تحديث 68 طائرة إف-15 إي سترايك إيغل موجودة لديها إلى مستوى «السعودية المتقدمة». وتحالفت المملكة العربية السعودية مع شركة انتونوف لشراء طائرات من نوع أن-148، وأن-178، ونقل تقنية طائرات أن-132 وصناعتها على أرض المملكة العربية السعودية. وزيادة عدد المروحيات الموجودة في القوات الجوية وتطويرها. وإدخال مروحيات جديدة للقوات البحرية مثل السي هوك، واليوروكوبتر إي سي 145 المسلحة لحرس الحدود ومروحيات أخرى. وأعلنت السعودية في مارس 2019 عن عزمها إنشاء مركز للحرب الجوية يكون مقره في المنطقة الشرقية، على غرار مركز الحرب الجوي التابع لقاعدة نلس في الولايات المتحدة الأمريكية، والذي سيوفر موقع تدريب ومحاكاة لأنظمة الحرب الحديثة.

## الأسطول

### الطائرات المقاتلة
استخدمت القوات الجوية الملكية السعودية العديد من الطائرات المقاتلة من بينها نورث أمريكان إف-86 سابر، حيث دخلت الخدمة في القوات الجوية السعودية عام 1958، وكانت القوات الجوية السعودية تستخدم 16 طائرات من طراز إف-86، ثم قامت بشراء ثلاثة طائرات من نفس النوع ولكن بطراز مختلف من النرويج عام 1966، وتم وضعها في السرب السابع في الظهران. وطائرة إنجلش إلكتريك لايتنغ البريطانية دخلت الخدمة عام 1965، وتم تشغيلها مع السرب الثاني والسرب السادس، وعندما قررت السعودية استبدالها بطائرات إف-15 تم وضع جميع الطائرات في السرب الثاني في تبوك. وعندما خرجت من الخدمة قررت السعودية عرضها على نيجيريا والنمسا ولكن تم رفض العرض وانتهاء المطاف بالطائرات في المتاحف. وبعد العدوان الثلاثي على مصر في يوليو 1957 قام الرئيس المصري بإهداء السعودية 4 طائرات من نوع دي هافيلاند فامباير، وفي نفس العام اشترت السعودية 15 طائرة أخرى نفس النوع من مصر ليصبح مجموعها 19 طائرة، تم وضعها قيد التشغيل مع السرب الخامس في جدة.
ودخلت طائرة هوكر هنتر الخدمة في عام 1966 ولكن بعد إعلان انتهاء حرب 1967 قامت القوات الجوية الملكية السعودية بإهداء جميع ما تمتلكه من طائرات هوكر هنتر إلى سلاح الطيران الأردني لتعويضه عن الخسائر. وفي عام 1972 وقَّعت المملكة العربية السعودية مع الحكومة الأمريكية صفقة صقر السلام لشراء طائرات نورثروب إف-5، واستخدمتها المملكة العربية السعودية في عدة حروب أبرزها حرب الخليج الثانية. وفي عام 1981 تسلمت المملكة العربية السعودية طائرات إف-15 بجميع أنواعها بعد أن وقعت المملكة العربية السعودية مع الولايات المتحدة الأمريكية صفقة سميت «شمس السلام». ومن ذلك اليوم أصبحت إف-15 العمود الفقري للقوات الجوية الملكية السعودية حيث تملك مايقارب 240. وأعلنت المملكة العربية السعودية عن برنامج لتطوير طائرات إف-15 يسمى «المتقدمة السعودية» ويختصر ب"SA". وأدخلت المملكة العربية السعودية مايقارب 72 طائرة تايفون، و96 طائرة تورنادو إلى الخدمة بعدما قامت المملكة العربية السعودية وبريطانيا بعقد صفقة سميت صفقة اليمامة. وقامت فرنسا بعرض 60 طائرة من نوع داسو رافال على المملكة العربية السعودية في عام 2006 ولكن لم تنجح الصفقة. وفي عام 2015 كشف موقع «انتليجانس» الاستخباراتي أن المملكة العربية السعودية طلبت توقيع اتفاق مع فرنسا من أجل إمدادها ب72 طائرة رافال. حالياً لم يتم النفي أو الإعلان عن الصفقة من الطرفين. أيضا في 2015 ظهرت شائعات بأن المملكة العربية السعودية عقدت صفقة مع روسيا لشراء 60 طائرة من نوع ميغ-35 وهي طائرة مقاتلة متعددة المهام وتعد النسخة المطورة من الميغ-29 إم والميغ-29 كي.

### الاستعراض الجوي
أما في مجال الاستعراض الجوي فقد تم تأسيس السرب الثامن والثمانون ويلقب السرب بالصقور السعودية في 12 يونيو 1997، وقدم أولى مشاركته فوق سماء عاصمة المملكة العربية السعودية الرياض في 25 يونيو 1999 بمناسبة مرور 100 عام على تأسيس المملكة. أطلق على الفريق اسم “الصقور السعودية” في 6 أغسطس 1998 من قبل الأمير سلطان بن عبد العزيز آل سعود. أنتقل الفريق في 16 فبراير 2000 وبعد سنتان من إنشائه من قاعدة الملك عبد العزيز الجوية بالظهران إلى قاعدة الملك فيصل الجوية بتبوك.
فريق الصقور السعودية مكون من 7 طائرات هوك بريطانية الصنع تستخدم لتدريب الطيارين المقاتلين قبل انضمامهم للأسراب المقاتلة، وتعتبر من أفضل الطائرات في العالم للقيام بهذه المهمة نظراً لحجمها المناسب وخفة ورشاقة حركتها، وقد تم تعديلها داخلياً وخارجياً لتناسب مهمة العروض الجوية كما تم طلائها باللونيين الأخضر، والأبيض تيمناً بألوان علم المملكة العربية السعودية، طائرات الفريق تحمل حاويات الدخان الثلاثية لاستخدامها في العروض الجوية وتحمل الألوان الأبيض، والأخضر، والأحمر. وتعد مجموعة الصقور السعودية واحدة من أميز فرق الاستعراضات الجوية في العالم وقد شاركت في العديد من المناسبات والمسابقات سواء في الاحتفالات الرسمية أو المهرجانات السياحية داخل السعودية وخارجها. وكانت أول مشاركة للفريق خارج السعودية في 16 فبراير 2000، في احتفالات يوم قوة الدفاع لمملكة البحرين. ووصل الفريق للعالمية من خلال مشاركته في بطولة العالم للاستعراضات الجوية التي أقيمت في مدينة العين بدولة الإمارات العربية المتحدة والذي حقق فيها الفريق نجاحاً كبيراً بحصوله على المركز الأول والميدالية الذهبية لعامين متتاليين، بالإضافة لحمل رقم قياسي من موسوعة جينيس للأرقام القياسية نظير رسم أكبر شعار بدخان الطائرات لشعار المملكة العربية السعودية السيفين والنخلة، وكذلك المشاركات على المستوى الأوروبي حيث شارك الفريق في كلاً من المملكة المتحدة، وبلجيكا، والنمسا، واليونان.

### التزود بالوقود جواً
القوات الجوية الملكية السعودية تملك أسطول طائرات تزود بالوقود جواً هو الأكبر في الشرق الأوسط والثالث عالميا بعد الولايات المتحدة، وروسيا. وتملك السعودية مايزيد عن 27 طائرة تزود بالوقود جواً؛ حيث يحتوي الأسطول على 6 طائرات من نوع إيه 330 إم آر تي تي وهي طائرة نقل متعددة المهام قادرة على حمل 50 طن من الوقود، وضخ 4600 لتر من الوقود في الدقيقة، و7 طائرات من نوع سي-130 جيه سوبر هركيوليز والتي قادرة على حمل 12 ألف غالون من الوقود، وقادرة على ضخ 300 غالون في الدقيقة، ويمكنها تزويد طائرتين بالوقود بنفس الوقت. و5 طائرات من نوع KE-3A قادرة على حمل مايقارب 75 طن من الوقود. وعدد غير معروف من نوع سي-130 هيركوليز وقادرة هذه الطائرة على حمل 9500 غالون من الوقود، وتملك السعودية أحد أكبر الأساطيل في العالم من هذه الطائرة العسكرية.

### الحرب الإلكترونية
لاحظت الحكومة السعودية أهمية الحرب الإلكترونية، لذلك بدأت بمشروع كبير أطلق عليه درع السلام. يعتمد مشروع درع السلام على المفاهيم المتقدمة في مراقبة وحماية الأجواء، وإدخال أسلحة الحرب الإلكترونية المتقدمة وطائرات الاستطلاع والتجسس؛ فقامت السعودية بإدخال عدد من طائرات إف-5إي عين النمر. وعدد من طائرات بوينغ آر إي-3 إيه المخصصة للحرب الإلكترونية. وشراء 5 طائرات من نوع بوينغ إي-3 سينتري وهي طائرة مخصصة لاستخبارات الإشارات، والإنذار المبكر والتحكم، والسيطرة والقيادة. و7 طائرات من نوع بيتشكرافت سوبر كينغ إير مخصصة للحرب الإلكترونية. وعلى عدد من طائرات ساب (Erieye) مخصصة للإنذار المبكر والتحكم، والإستطلاع والمراقبة. وفي 4 مايو 2015 أعلنت السعودية عن توقيع عدة اتفاقية مع شركة أنتونوف الأوكرانية لشراء 30 طائرة مخصصة للمراقبة، والتجسس، والاستطلاع، والنقل، من نوع أن-178. وإنشاء مصنع للطائرات في السعودية لتصنيع 98 طائرة من نوع أن-132 المخصصة للحرب الإلكترونية.

### الطائرات بدون طيار
تعتبر السعودية واحدة من الدول التي تمتلك طائرات بدون طيار سواء كانت هجومية، أو للمراقبة، أو للاستطلاع. وفي عام 2012 قامت السعودية بشراء 50 طائرة بدون طيار إيطالية من نوع سيليكس جاليليو فالكو. وفي عام 2014 وقعت السعودية عقد مع الصين لشراء طائرات بدون طيار من نوع تشنغدو وينق لونق وتسلمت السعودية نصف العدد حتى الآن. وفي أبريل 2013 أعلنت السعودية رغبتها في شراء أربع طائرات بدون طيار تركية من نوع تي إيه أي أنكا. وقامت السعودية بمشاريع لصناعة طائرات بدون طيار وطنية كان أولها في عام 2012، حيث أعلنت السعودية عن برنامج لصناعة الطائرات بدون طيار في مدينة الملك عبد العزيز للعلوم والتقنية، وسمي المشروع صقر وتم إنتاج 38 طائرة حتى الآن وصناعة 3 نسخ محدثة من الطائرة تحمل اسم صقر2، صقر3، صقر4. وأنشأت معمل لأبحاث المركبات الآلية في معهد الأمير سلطان لأبحاث التقنيات المتقدمة في جامعة الملك سعود ويهدف المعمل لبناء ونقل التقنية في مجال المركبات الذكية بمختلف أنواعها كالطائرات بدون طيار والمركبات البرية ذاتية التحكم وغيرها. وقام المعمل بصناعة العديد من الطائرات بدون طيار ولازالت الطائرات تحت التجربة والتطوير. وبدأت السعودية بمشاريع نقل التقنية ومشاريع مشتركة مع دول لصناعة طائرات بدون طيار. فحصلت المؤسسة العامة للصناعات العسكرية على رخصة لتصنيع الطائرة الألمانية «لونا» وقامت السعودية بصنع المئات منها وتخدم في القوات المسلحة السعودية. ودخلت السعودية بمشروع مشترك مع جنوب أفريقيا لتصنيع طائرات سيكير 400 المسلحة.

### البحث والإنقاذ القتالي
البحث والإنقاذ القتالي هي عمليات يتم تنفيذها في مناطق القتال وأراضي العدو أو بالقرب منها، يتم تنفيذ عملية البحث والإنقاذ القتالي بواسطة قوات خاصة، ومروحيات مجهزة بعتاد وأسلحة ثقيلة وقادرة على التزود بالوقود جوا. وقامت السعودية باستحداث سرب يسمى السرب التاسع والتسعون مخصص لعمليات البحث والإنقاذ القتالي ومهمته استعادة وإنقاذ الطيار من أراضي العدو، وإجلاء المواطنين المدنيين من مناطق الصراع في حال تم حصارهم بمناطق الصراع ولم يعودوا يستطيعوا الخروج منها، وكذلك إجلاء القوات الخاصة إذا تطلب الأمر. ويوجد مثل هذا السرب في ثلاث دول فقط في الشرق الأوسط السعودية، وتركيا، وإسرائيل. ويمتلك السرب التاسع والتسعون السعودي عدد من المروحيات من نوع يوروكوبتر إيه إس 532، مجهزة برشاش ثقيل فرنسي من نوع إم 621، وقاذفة صواريخ تحتوي على 19 صاروخ، ومزودة برشاشين جانبين من نوع إف إن ماج وعدد من طائرة نقل.

## الهيكل

### القادة
فيما يلي قائمة بقادة القوات الجوية السعودية منذ إنشاءها بالترتيب:
| بمسمى مدير سلاح الطيران - الفريق إبراهيم بن صالح الطاسان (غير معروف – 1963) | بمسمى قائد سلاح الطيران - الفريق اسعد عبد العزيز الزهير (1963 – 1966) - اللواء الطيار هاشم سعيد هاشم (1966 – 1972) | بمسمى قائد القوات الجوية الملكية السعودية - الفريق اسعد عبد العزيز الزهير (1972 – 1979) - الفريق ركن محمد صبري سليمان (1979 – 1983) - الفريق ركن عبد الله الحمدان (1983 – 1986) - الفريق ركن أحمد بحيري (1986 – 1996) - الفريق عبد العزيز الهنيدي (1996 – 2004) - الفريق ركن عبد الرحمن الفيصل (2004 – 2010) - الفريق محمد بن عبد الله العايش (2010 – 2013) - الفريق فياض حامد الرويلي (2013 – 2014) - الفريق الركن محمد بن أحمد الشعلان (2014 – 2015) - اللواء محمد بن صالح العتيبي (2015 – 2018) - الفريق الركن تركي بن بندر بن عبد العزيز (2018 – الآن) |

### متاحف

#### صقر الجزيرة
متحف «صقر الجزيرة للطيران» في مدينة الرياض يحكي عن التطور التاريخي للقوات الجوية للسعودية منذ أن أنشأها الملك عبد العزيز وحتى الآن، ويضم المتحف مجموعة كبيرة ومتنوعة من الطائرات المدنية والعسكرية، كما يضم المتحف صوراً ومشاهد من تاريخ الطيران كلها تدعو للتأمل، إضافة إلى أنه يضم عدداً من الطائرات القديمة، التي تُعدُّ شاهداً على هذا التاريخ ومراحله. ودُشن متحف صقر الجزيرة للطيران في السابع من شوال عام 1419هـ، وفتحت أبوابه للزائرين في 17 رمضان من عام 1424هـ، وهو يُعدّ مَعلماً حضارياً بارزاً في العاصمة الرياض.

### المنشآت التعليمية

#### كلية الملك فيصل الجوية
كان إنشاء كلية الملك فيصل الجوية نتيجة طبيعية للتوسع الأفقي والرأسي الذي تم في القوات الجوية الملكية السعودية، مما طرح الحاجة إلى أكاديمية متخصصة في علوم الطيران، بعد أن كانت هذه العلوم تدرس في كلية الملك عبد العزيز الحربية. وافتتحت كلية الملك فيصل الجوية في 15 ربيع الأول 1390هـ - 20 أيار (مايو) 1970م في الرياض بالمملكة العربية السعودية، وهي أكاديمية عسكرية على مستوى عالٍ في التدريس والتدريب، ومهمتها تخريج ضباط طيارين وفنيين في مختلف المجالات الجوية وبخاصة علوم الطيران الحديثة، والهندسة، والصيانة، والمراقبة الجوية، وتوجيه المقاتلات، والتموين، والتدريب والأمن، ومدة الدراسة فيها قرابة 3 سنوات ونصف تعتمد على مستوى الطالب وتمنح البكالوريوس في العلوم الجوية للمتخرج كطيار والبكالوريوس الفنية للمتخرج فنياً.

#### معهد القوات الفنية الجوية
في عام 1367هـ - 1948م أنشئت في جدة «مدرسة المطارات»، وكانت مهمتها التدريب على الأمور الفنية في أعمال المطارات، وفي العام 1373هـ - 1954م أصبح اسم المدرسة «مدرسة سلاح الطيران الفنية» وأحدث شيء من التطوير في برامجها الدراسية والتدريبية، وفي العام 1387هـ - 1968م تغيرت التسمية مرة أخرى وأصبحت «المعهد الفني لسلاح الطيران». وعندما تغير اسم سلاح الطيران إلى «القوات الجوية الملكية السعودية» أصبح اسم المعهد معهد الدراسات الفنية للقوات الجوية. ويهدف المعهد إلى تخريج فنيين في صيانة وتشغيل الطائرات الحربية، وتلبية حاجة القوات الجوية من مختلف التخصصات، وهناك ستة وأربعون تخصصا علمياً وفنياً يدرسها الطلبة ويتدربون عليها للعمل فيها بعد التخرج في القواعد الجوية. وقد تخرجت أول دفعة من طلبة المعهد في شعبان 1390هـ 1970م.

### المنشآت الطبية

#### الخدمات الطبية في وزارة الدفاع
أدى تنظيم القوات العسكرية بالمملكة العربية السعودية إلى إنشاء طبابة الجيش بالطائف عام 1367هـ، وكانت عبارة عن مستوصف يتسع لعشرة أسرة، وفي عام 1370هـ، أصبح مسماها «الصحة العسكرية» وفي عام 1371هـ، تم افتتاح مستشفى الأمير منصور العسكري بالطائف بسعة 36 سريراً. وتمت زيادة السعة إلى مائة 100 سرير بنهاية العام، وفي عام 1373هـ، تم افتتاح مستشفى الأمير مشعل بالخرج، وفي عام 1373هـ تم افتتاح مستشفى القوات المسلحة بالرياض. وفي 29 ذو الحجة 1392هـ صدر أمر من قبل وزير الدفاع بتعديل المسمى إلى الإدارة العامة للخدمات الطبية للقوات المسلحة. واتسعت خدماتها لتشمل جميع القوات المسلحة وأصبحت ذات ميزانية مستقلة اعتبارا من العام المالي 1394هـ /1395 هـ.
ثم بدأت المملكة العربية السعودية بالتوسع بافتتاح عدد من المدن الطبية والمراكز الصحية والمستشفيات لمنسوبيها من القوات العسكرية بمختلف القطاعات. وفي 12 محرم 1399هـ، افتتح الملك خالد بن عبد العزيز آل سعود، مدينة الأمير سلطان الطبية العسكرية في الرياض. المدينة مجهز بتسعمائة وعشرون سريرا. وتحتوي على الركن الجنوبي الغربي المخصص بوجه عام للمرضى الذين يحتاجون الرعاية المطولة أو الذين ليست حالاتهم حادة. ومبنى (111) والذي يشمل الجناح الملكي. ويعمل في مدينة الأمير سلطان الطبية العسكرية بالرياض حوالي 7179 موظف من جنسيات متعددة. وفي 17 ذو الحجة 1403هـ، تم افتتاح مستشفى كلية الملك عبد العزيز الحربية في الرياض. ويستوعب 34 مريضا منوما ويقدم الرعاية الطبية للأسرة والمجتمع وعلاج الأسنان وخدمات الإسعاف والطوارئ على مدى 24 ساعة للذين يتمتعون بأحقية العلاج فيه.
وفي 8 مايو 1979م، افتتح الأمير سلطان بن عبد العزيز آل سعود مستشفى المؤسسة العامة للصناعات العسكرية في الخرج، وهو مجهز بواحد وسبعين سريرا ويعمل فيه حوالي 285 موظفا.

### الشرطة العسكرية الخاصة للقوات الجوية
تعتبر قوة الشرطة العسكرية الخاصة صمام الأمان للقوات العسكرية الملكية السعودية، إذ يقع على عاتقها مهمة المحافظة على الضبط العسكري وتطبيق التعليمات ومراقبة تنفيذ العسكريين الأنظمة واللوائح. وتعتبر قوة الشرطة العسكرية الخاصة السلطة التنفيذية بحق العسكريين المخالفين للأنظمة والأوامر، وتنفيذ الأحكام الشرعية، والعقوبات الصادرة بحقهم، والإشراف المباشر على السجون العسكرية، ومنع العسكريين والمدنيين في المناطق الخاضعة للسلطة العسكرية من ارتكاب المخالفات بأنواعها ومن دخول المناطق المحرمة. كما تتولى قوة الشرطة العسكرية الخاصة منع أعمال التدمير والتخريب، وحراسة المناطق العسكرية، وتنظيم مرور وحراسة الحملات العسكرية، إضافة إلى التعاون مع السلطات المدنية في كل ما يتعلق بالقوات العسكرية الملكية السعودية. وفي مسرح العمليات يبرز دورها كوحدة إسناد قتال، وتشارك في أمن المناطق الخلفية، وحراسة الأسرى وإخلائهم، والمحافظة على النظام والقانون، والسيطرة على خطوط المواصلات والتحركات العسكرية.

### القواعد، الأجنحة، الأسراب
تملك القوات الجوية الملكية العديد من القواعد الجوية في جميع مناطق السعودية، ومن أبرز هذه القواعد، قاعدة الملك خالد الجوية ومقرها في عسير قرب خميس مشيط، تم تصميم القاعدة وبنائها من قبل القوات المسلحة الأمريكية والقوات الجوية الأمريكية، وانتهاء بنائها في عام 1960م. واستخدمت القاعدة في حرب الخليج الثانية، وفي الحرب الأهلية اليمنية. وقاعدة الملك عبد العزيز الجوية ومقرها في الظهران، المنطقة الشرقية. تعرف في السابقة بمطار الظهران الدولي، تم تحويل المطار إلى قاعدة جوية تعرف باسم قاعدة الظهران الجوية بين عام 1963 و1999. وتم استخدامها من قبل القوات الجوية الأمريكية من فترة عام 1945م إلى عام 1962م. وبعد ذلك بدأت القوات الجوية الملكية السعودية باستخدامها. وتم استخدام القاعدة في حرب الخليج الثانية أو كما تعرف بحرب تحرير الكويت. وقاعدة الملك عبد الله الجوية ومقرها في جدة، المنطقة الغربية، وتعتبر النواة التي تشكلت منها القوات الجوية الملكية السعودية، وهي من أول القواعد الجوية في المملكة العربية السعودية. كانت في البداية مطار رسمي في جدة، وقد تحول المطار إلى قاعدة جوية تعرف بقاعدة جدة الجوية، ثم تغيرت بعد سنوات إلى قاعدة الملك عبد الله الجوية. وقاعدة الملك فيصل الجوية وتقع هذه القاعدة في منطقة تبوك، وقد أُنشأت في فترة الثمانينات وبدأت في استقبال طائراتت إنجلش إلكتريك لايتنغ، ومهمة هذه القاعدة الجوية حماية أجواء الجزء الشمالي الغربي من المملكة العربية السعودية. ونظرًا للتوسع الهائل الذي تشهده القوات الجوية الملكية السعودية، تم التوسع لإستيعاب المزيد من أسارب الطيران، فتم افتتاح قاعدة الأمير سلطان الجوية في مدينة الخرج، وهي قريبة من العاصمة الرياض. وقاعدة الرياض الجوية وتقع هدة القاعدة الجوية في شمال مدينة الرياض، بالقرب من موقع مطار الرياض القديم. وأنشئت هذه القاعدة في بداية مرحلة التطوير، التي مرت بها القوات الجوية الملكية السعودية، كمقر لطائرات الإمداد والتموين. وقد كان مقرها ضمن منشآت مطار الرياض الدولي في ذلك الوقت، الذي انتقل فيما بعد إلى منشأته الجديدة وسُمي مطار الملك خالد الدولي. وتم تغير اسم القاعدة الجوية لاحقا إلى قاعدة الملك سلمان الجوية. وقاعدة الملك فهد الجوية في الحوية والواقعة في محافظة الطائف التابعة لإمارة منطقة مكة المكرمة، ومهمتها الدفاع عن أجواء المنطقة الغربية من المملكة العربية السعودية، خاصة مكة المكرمة، قبلة المسلمين. وأيضا يوجد مطار وقاعدة جوية للقوات الجوية الملكية السعودية في مدينة الملك خالد العسكرية. وفي 11 مارس (آذار) عام 2016، دشن الملك سلمان بن عبد العزيز آل سعود قاعدة الملك سعود الجوية بالقطاع الشرقي بحفر الباطن، ومرافق القاعدة، ثم وضع حجر الأساس لمشروع إنشاء قاعدة الملك سعود الجوية.

#### قاعدة الملك خالد الجوية
- مقر الجناح الخامس والذي يتكون من:[151]

السرب السادس: يحتوي على طائرات إف-15.
السرب الخامس عشر: يحتوي على طائرات نورثروب إف-5.
السرب الخامس والخمسون: يحتوي على طائرات إف-15.
السرب التاسع والتسعون: يحتوي على طائرات يوروكوبتر إيه إس 532
السرب الرابع عشر: يحتوي على طائرات بيل 412.

#### قاعدة الملك عبد العزيز الجوية
- مقر الجناح الثالث والذي يتكون من:

السرب الثالث عشر: يحتوي على طائرات إف-15 سي، إف-15 دي
السرب الثاني والتسعون: يحتوي على طائرات إف-15 إس.
السرب الرابع عشر: يحتوي على طائرات بيل 412.
- مقر الجناح الحادي عشر والذي يتكون من:

السرب السابع: يحتوي على طائرات تورنادو.
السرب الخامس والثلاثون: يحتوي على طائرات بريتش ايروسبيس جت ستريم.
السرب الخامس والسبعون: يحتوي على طائرات تورنادو.
السرب الثالث والثمانون: يحتوي على طائرات تورنادو.

#### قاعدة الملك فيصل الجوية
- مقر الجناح السابع والذي يتكون من:

 السرب الثاني: يحتوي على طائرات إف-15 سي، إف-15 دي.
 السرب الحادي والعشرون: يحتوي على طائرات هوك Mk65.
السرب السابع والثلاثون: يحتوي على طائرات هوك Mk65.
 السرب التاسع والسبعون: يحتوي على طائرات هوك Mk65.
السرب الثامن والثمانون: يحتوي على طائرات هوك Mk65.

#### قاعدة الأمير سلطان الجوية
- مقر الجناح السادس والذي يتكون من:

السرب الثامن عشر: يحتوي على طائرات بوينغ إي-3 سينتري.
السرب التاسع عشر: يحتوي على طائرات بيتشكرافت سوبر كينغ إير.
السرب الثالث والعشرون: يحتوي على طائرات بوينغ 707.
السرب الرابع والعشرون: يحتوي على طائرات إيرباص إيه 330 إم آر تي تي.
السرب الثاني والثلاثون: يحتوي على طائرات لوكهيد سي-130 هيركوليز.

#### قاعدة الملك فهد الجوية
- مقر الجناح الثاني والذي يتكون من:

السرب الثالث: يحتوي على طائرات تايفون.
السرب الخامس: يحتوي على طائرات إف-15 سي، إف-15 دي.
السرب العاشر: يحتوي على طائرات تايفون.
السرب الرابع عشر: يحتوي على طائرات بيل 212، بيل 412.
السرب السابع عشر: يحتوي على طائرات نورثروب إف-5، نورثروب إف-5 إف.
السرب الرابع والثلاثون: يحتوي على طائرات إف-15 سي، إف-15 دي.

#### قاعدة الملك عبد الله الجوية
- مقر الجناح الثامن والذي يتكون من:

السرب الرابع: يحتوي على طائرات لوكهيد سي-130 هيركوليز.
السرب السادس عشر: يحتوي على طائرات لوكهيد سي-130 هيركوليز.
السرب العشرون: يحتوي على طائرات سي-130.

#### قاعدة الملك سعود الجوية
القاعدة تحت الإنشاء.

#### قاعدة الملك سلمان الجوية
- مقر الجناح الأول والذي يتكون من:

السرب الأول: يحتوي على طائرات إيه 340، إس أتش-3 سي كينغ، بوينغ 737، بوينغ 747، إل-100 هيركوليز، بريتش ايروسبيس 125، سي أن-235، أم دي-11.
السرب الخامس: يحتوي على طائرات إف-15 سي، إف-15 دي.
السرب الحادي عشر: يحتوي على طائرات غلف ستريم الرابعة، سيسنا سايتيشن الثانية
السرب الثامن: يحتوي على طائرات سوبر مشاق، سيسنا 172.
السرب التاسع: يحتوي على طائرات بيلاتوس بي سي-9.
السرب الثاني والعشرون: يحتوي على طائرات بيلاتوس بي سي-9.
 السرب الثالث والثلاثون: يحتوي على طائرات إيه إس 365 دوفين، بوينغ 757، سي-130 هيركوليز، سوبر كينغ إير، غلف الثانية، غلف الرابعة، غلف الخامسة، إل-100 هيركوليز، ليرجيت 60، إس-70.

#### مدينة الملك خالد العسكرية
- مقر الجناح الرابع والذي يتكون من:

السرب الثاني عشر: يحتوي على طائرات بيل 212.

## الاشتباكات

### الصراع العربي الإسرائيلي

#### حرب 1948
قد شاركت القوات الجوية الملكية السعودية في الحرب العربية الإسرائيلية في عام 1367هـ - 1948 م، وتطوع الآلاف من السعوديون للجهاد وتقرر أن يتوجه الجيش السعودي إلى الجبهة المصرية وقامت طائرات سلاح الطيران والخطوط السعودية التي يقودها طيارون مدنيون بنقل الفوج السعودي إلى مصر عندما أحجم الطيارون الأجانب المتعاقدون في الخطوط السعودية عن الطيران خوفًا على أرواحهم، واستمرت القوات الجوية بإيصال المؤن والبريد بانتظام إلى الجيش السعودي في مصر.

#### العدوان الثلاثي
شاركت القوات الجوية الملكية السعودية في دعم مصر خلال العدوان الثلاثي عام 1375 هـ - 1956 م، عندما تعرضت مصر للعدوان من قبل القوات الإسرائيلية، والفرنسية، والبريطانية، في أعقاب تأميم قناة السويس، رأت الحكومة السعودية أن الضرورة تقتضي تعزيز دفاعاتها وتكثيف قواتها على الحدود الشمالية الغربية للبلاد خصوصًا بعد إعلان السعودية تضامنها مع مصر وإدانتها للعدوان وقيامها باستضافة الطائرات المصرية في الشرق الأقصى للسعودية وتمكينها من النجاة من الغارات الجوية المكثفة التي تعرضت لها الطائرات المصرية، وقامت المملكة بوضع 20 مقاتلة نفاثة من طراز فامباير تحت تصرف القيادة المصرية وقد شارك هذا السرب في الحرب وتنفيذ ما طلبته القيادة المصرية.

#### نكسة حزيران
سجلت القوات الجوية السعودية مشاركتها في الحرب العربية الإسرائيلية عام 1967، وقامت السعودية بتحريك أسراب طائرات مقاتلة إلى قواعد جوية في المدينة المنورة وتبوك، وأصدر الملك فيصل أوامره إلى ولي العهد آنذاك الأمير خالد بن عبد العزيز بإعلان التعبئة العامة وإلغاء اجازات العسكريين وقامت السعودية بوضع جميع قواتها في الحدود الشمالية تحت تصرف القيادة الأردنية على إثر قيام إسرائيل بمهاجمة الأردن وبعدها مهاجمة مصر وسوريا في صبيحة يوم 27 صفر عام 1387هـ - 5 يونيو 1967، وبعد إعلان انتهاء الحرب قامت القوات الجوية السعودية بإهداء جميع ما تمتلكه من طائرات جديدة من طراز هوكر هنتر إلى سلاح الطيران الأردني لتعويضه عن الخسائر.

#### حرب أكتوبر
في 1393هـ - أكتوبر 1973م، وإنفاذًا لمقررات القمة العربية في الخرطوم التي أعقبت العدوان الإسرائيلي تحددت مشاركة السعودية في دعم الصمود وإزالة آثار العدوان بمساهمة مالية مقدارها 50 مليون دولار سنويًا؛ لتعويض مصر عن خسائرها من جراء إغلاق قناة السويس وكذلك توفير سربين من الطائرات المقاتلة للمشاركة في المواجهة المرتقبة مع العدو الإسرائيلي، وإنفاذًا لذلك استضافت السعودية في قاعدة الملك عبد العزيز الجوية في الشرق الأقصى أعدادًا من الضباط الطيارين والفنيين المصريين الذين تم تدريبهم على قيادة طائرات لايتنج وتشغيلها وصيانتها عند الحاجة.

### الصراع السعودي اليمني

#### حرب الوديعة
حين نشبت حرب بين المملكة العربية السعودية وجمهورية اليمن الديمقراطية الشعبية بعد أن اشتبكت القوات اليمنية الجنوبية مع القوات السعودية في مركز الوديعة على حدود البلدين في الربع الخالي في 27 نوفمبر 1969. بدأت عملية عسكرية جوية سعودية، حيث بدأ القصف الجوي من قبل القوات الجوية الملكية السعودية الساعة الواحدة ظهراً يوم 19 رمضان 1389هـ - 1969م، وتركز القصف على قوات الجيش اليمني خاصة في قرن الوديعة، واستمر القصف حتى المساء وفي صباح اليوم التالي ركّز القصف الجوي على قيادات الجيش اليمني، ومناطق إسناده الإدارية، وخطوط مواصلاته وقواعده الخلفية.

#### حرب الخوبة
في 5 نوفمبر عام 2009، شنت القوات الجوية الملكية السعودية عملية جوية على الحوثيين. باستخدام طائرات إف-15 إيغل، والتورنادو. وتم تدمير 6 مواقع يمنية تحصن فيها الحوثيين. واستمرت العمليات حتى قبل الحوثيين بالهدنة التي عرض عليهم من قبل الحكومة اليمنية.

#### التدخل العسكري في اليمن
قامت السعودية بتكوين تحالف عربي من عشر دول ضد جماعة «أنصار الله» (الحوثيون) والقوات الموالية لهم ولعلي عبد الله صالح وسُميت العملية عاصفة الحزم. بدأت في الساعة الثانية صباحاً بتوقيت السعودية من يوم الخميس 5 جمادى الثانية 1436 هـ - 26 مارس 2015، وذلك عندما قامت القوات الجوية الملكية السعودية بقصف جوي كثيف على المواقع التابعة لمسلحي جماعة أنصار الله والقوات التابعة لصالح في اليمن. وتعتبر عاصفة الحزم إعلان بداية العمليات العسكرية بقيادة السعودية في اليمن. عملية عاصفة الحزم تم فيها السيطرة على أجواء اليمن وتدمير الدفاعات الجوية ونظم الاتصالات العسكرية خلال الساعة الأولى من العملية. وأعلنت السعودية بأن الأجواء اليمنية منطقة محظورة. أعلنت وزارة الدفاع السعودية انتهاء عملية عاصفة الحزم في 21 أبريل بعد القضاء على الأسلحة البالستية والثقيلة التي تشكل تهديداً لأمن السعودية. وأعلنت بدء مرحلة جديدة تحت مسمى عملية إعادة الأمل. ولم تتوقف الغارات الجوية والبحرية على الرغم من إعلان انتهاء عاصفة الحزم.

### حرب الخليج

#### حرب الخليج الأولى
في 5 (عدد) يونيو عام 1984 أثناء الحرب العراقية الإيرانية قامت القوات الجوية الإيرانية عن طريق 4 طائرات من نوع إف-4 فانتوم الثانية باختراق المجال الجوي السعودي، وقامت القوات الجوية الملكية السعودية بالتصدي للاختراق الإيراني عن طريق سرب الثالث عشر الذي كان يملك طائرات إف 15 واستطاعت إسقاط طائرتين إيرانيتين وإصابة الثالثة.

#### حرب الخليج الثانية
في 7 يناير 1991، بدأت حملة جوية ضخمة من قبل بريطانيا، والولايات المتحدة الأمريكية، والسعودية، وفرنسا، وكندا، وإيطاليا، على العراق.وكان هدفها تدمير البنية التحتية العسكرية والمدنية للعراق، وتدمير الصواريخ الباليستية العراقية. وصلت عدد طلعات التحالف أكثر من 100,000 طلعة جوية، وإسقاط 88500 طن من القنابل.
وحدث اشتباك بين القوات الجوية العراقية والقوات الجوية الملكية السعودية في 24 يناير عام 1991، عندما حاولت مقاتلات القوات الجوية العراقية طراز داسو ميراج إف1، مزودة بصواريخ كروز باختراق الأجواء السعودية من الجهة الشمالية الشرقية على ارتفاع منخفض وعلى طول الساحل فيما يبدو أنه مهمة هجومية ضد القوات البحرية المتحالفة في مياه الخليج. فقامت طائرتين مقاتلتين من طراز F-15C التابعة للسرب 13 باعتراض تلك الطائرات وقام النقيب عايض الشمراني بإسقاط اثنتين من هذه الطائرات باستخدام صواريخ إيه آي إم-9 القصيرة المدى الموجهة بالحرارة.

### العمليات العسكرية على الإرهاب

#### الحرب الأهلية اليمنية
بدأ تنفيذ الضربات الجوية في 25 مارس 2015، من قبل ائتلاف من عدة دول عربية بقيادة المملكة العربية السعودية. في 16 أبريل 2016، قوات التحالف العربي تشارك بضربات بجوية لاستعادة الحوطة من قبضة تنظيم القاعدة في جزيرة العرب. وفي 24 أبريل 2016، قامت قوات التحالف العربي بالهجوم على تنظيم القاعدة في جزيرة العرب للسيطرة على مدينة المكلا العاصمة الإدارية لمحافظة حضرموت من تنظيم القاعدة في جزيرة العرب ونجحت العملية وتم السيطرة على مدينة المكلا وانسحاب تنظيم القاعدة في جزيرة العرب.

#### الحرب الأهلية السورية
أكد المتحدث باسم وزارة الدفاع الأمريكية (البنتاغون) قيام القوات الأمريكية بالتعاون مع دول أخرى من بينها السعودية بعمليات عسكرية ضد داعش في سوريا، والعراق، وليبيا، وأفغانستان، ونيجيريا. لكن السعودية أعلنت أنها تشارك بقصف داعش في سوريا فقط ب 4 طائرات من نوع إف-15 إي سترايك إيغل وطائرة تايفون.

## المناورات المشتركة

### الدرع الأخضر
مناورات الدرع الأخضر أو (بالإنجليزية: Green Shield Maneuvers) هي مناورات عسكرية بدأت أول مرة في عام 2007 بين القوات الجوية الملكية السعودية والقوات الجوية الفرنسية ويعقد كل سنتين وهو جزء بين التعاون الثنائي بين القوات الجوية الملكية السعودية والقوات الجوية الفرنسية. وتأتي ضمن خطط وبرامج القوات الجوية الملكية السعودية التدريبية المعدة مسبقا لصقل وتطوير مهارات الأطقم الجوية والفنية والإدارية الذي من شأنه تطوير الجاهزية القتالية لقواتها الجوية.

### العلم الأحمر
تمرين العلم الأحمر (بالإنجليزية: Red Flag Maneuvers) هو تمرين تدريبي جوي قتالي متقدم ومنذ 1975، تشارك أطقم من القوات الجوية الأمريكية والبحرية الأمريكية ومشاة البحرية الأمريكية وجيش الولايات المتحدة وعدد من القوات الجوية لدول حلف شمال الأطلسي ومجلس التعاون لدول الخليج العربية والدول الحليفة في واحد من تمارين العلم الأحمر المتعددة التي تقام على مدار العام، ويدوم كل منها أسبوعين.

### العلم الأخضر
مناورات العلم الأخضر أو (بالإنجليزية: Green Flag Maneuvers) هي مناورات عسكرية جوية مشتركة تقام بين كل من السعودية وبريطانيا وبدأت منذ عام 2010. وتسعى القوات السعودية الجوية من خلال المهام والتكتيكات المطبقة في التمرين لاختبار جاهزيتها وقدراتها القتالية لمواجهة مختلف الظروف.

### الربط الأساسي
مناورات الربط الأساسي أو (بالإنجليزية: Basic Liaison Maneuvers) هي مناورات عسكرية جوية مشتركة بدأت عام 1988 بين كل من الولايات المتحدة الأمريكية ودول الخليج العربي: البحرين والسعودية والإمارات والكويت بمشاركة مصر التي انضمت إلى المناورات في أبريل 2014. وتعتبر مناورات الربط الأساسي أحد أهم وأكبر المناورات الجوية في المنطقة والذي يهدف الي دعم وتعزيز التعاون العسكري والتنسيق المشترك بين القوات الجوية للدول المشاركة، وقياس مدى جاهزية واستعداد القوات لتنفيذ عمليات جوية مشتركة ضد الاهداف المعادية، ونقل وتبادل الخبرات وتوحيد المفاهيم بين جميع القوات المشاركة بما يساهم في تحقيق أمن واستقرار منطقة الخليج العربى.

### نسر الأناضول
مناورات نسر الأناضول أو (بالإنجليزية: Anatolian Eagle Maneuvers) هي مناورات عسكرية مشتركة تقام بين كل من تركيا والولايات المتحدة الأمريكية وأخرى من دول حلف شمال الأطلسي والأردن والسعودية والإمارات وتعتبر من أكبر المناورات العسكرية المشتركة عالميا. تجرى سنويًا في قاعدة كونيا الجوية وسط تركيا منذ سنة 2001. وتأتي ضمن الخطط والبرامج التدريبية للقوات الجوية الملكية السعودية التي يتم جدولتها مسبقاً وذلك لتنمية وتطوير مهارات الأطقم الجوية والفنية والتي بدورها ترفع من مستوى الجاهزية القتالية للقوات الجوية.

### صقور السلام
مناورات صقور السلام أو (بالإنجليزية: Peace Hawks Maneuvers) هي مناورات عسكرية جوية مشتركة تقام بين كل من المملكة العربية السعودية وتركيا وباكستان وتشارك فيها كل دولة بعناصر من قواتها الجوية. وتهدف لتعزيز مهارة العمليات والاستعداد القتالي لمنظومات القوات الجوية للدول المشاركة ودعم أواصر التعاون والعلاقات العملياتية وتبادل الخبرات العسكرية في مجالات التخطيط والتنفيذ العملياتي والتكتيكي والإمدادي. التدريب على تقييم المهام وعمليات التحرك وإعادة التحرك والإسناد الجوي القريب والعمليات الدفاعية والهجومية وعمليات البحث والإنقاذ القتالي وتوحيد المفاهيم القتالية المشتركة.

### فيصل
مناورات فيصل أو (بالإنجليزية: Faisal Maneuvers) هي مناورات عسكرية جوية تكتيكية تجريها القوات الجوية لكل من مصر والسعودية. وتتم بالتبادل بين البلدين، وذلك بهدف تبادل الخبرات ورفع الكفاءة التدريبية للقوات المشاركة. وتهدف إلى تخطيط وإدارة أعمال قتال مشترك بين القوات الجوية الملكية السعودية والقوات الجوية المصرية، وقيام المقاتلات المتعددة المهام من الجانبين بالتدريب على أعمال الدفاع والهجوم المشترك على أهداف حيوية معادية، وتقديم الدعم الإداري والفني للقوات المشتركة.

### رعد الشمال
مناورات رعد الشمال أو (بالإنجليزية: North Thunder) هي مناورات عسكرية مشتركة تقام على أرض المملكة العربية السعودية بين 20 دولة هي كل من السعودية، ومصر، وتركيا، وباكستان، وماليزيا، والسودان، والإمارات، والكويت، والبحرين، وقطر، وعمان، والأردن، وتونس، والمغرب، وموريتانيا، وجيبوتي، والسنغال، وتشاد، وجزر القمر، والمالديف. تهدف المناورات إلى رفع معدلات الكفاءة الفنية والقتالية للعناصر القتالية المشاركة، وتنفيذ مخطط التحميل والنقل الاستراتيجي للقوات من مناطق تمركزها إلى موانئ التحميل والوصول، بما يحقق النقاط والأهداف التدريبية المرجو الوصول إليها، وصولاً إلى أعلى معدلات الكفاءة والاستعداد القتالي لتنفيذ مهمات مشتركة بين قوات الدول المشاركة لمواجهة المخاطر والتحديات التي تستهدف أمن واستقرار المنطقة.

## مشاريع القوات الجوية

### مشروع البساط السحري
عندما بدأت ثورة 26 سبتمبر قام سلاح الجو المصري وبعض القطع البحرية المتمركزة في البحر الأحمر التابعة للقوات البحرية المصرية بقصف مدن وقرى جنوب السعودية المحاذية لليمن الشمالي. فقامت الحكومة السعودية بتوقيع عقد مع الحكومة البريطانية في 21 ديسمبر 1965 للحصول على 34 طائرة من نوع إنجلش إلكتريك لايتنغ و6 طائرات من نوع هوكر هنتر و25 طائرة تدريب من نوع باك سترايك ماستر ومنظومة صواريخ أرض جو من نوع إم آي إم-23 هوك وثندربرد، وبعض الرادارات والصواريخ المضادة للطائرات. وتم تسليمها للقوات الجوية الملكية السعودية ووضعت في قاعدة الملك خالد الجوية في خميس مشيط للدفاع عن الأراضي السعودية.

### مشروع صقر السلام
مشروع أبرم بين الحكومة السعودية والولايات المتحدة لبيع السعودية 80 طائرة من نوع نورثروب إف-5 وهي مقاتلات تستخدم في مهمات جو-أرض كدور أساسي.

### مشروع شمس السلام
يعتبر هذا المشروع ذو أهمية بالنسبة لتقدم وتطور القوات الجوية، وأهميته تكمن في التعاقد على شراء طائرات من طراز إف-15 المقاتلة الاعتراضية التي تعد أفضل المقاتلات الاعتراضية أو الهجومية الموجودة في العالم حاليا. وتخصص لهذه الطائرات مهمات جو-جو كدور أساسي ومهمات جو-جو، كدور ثان، واختارت القوات الجوية هذا النوع من الطائرات من بين أحدث الطائرات الموجودة في العالم لتقوم بمهمات في غاية الدقة والإنجاز.

### مشروع اليمامة
مشروع اليمامة يهدف إلى تزويد القوات الجوية بأحدث الطائرات المخصصة للمهمات القتالية، وتطويرها وصيانتها، ومر المشروع في مرحلتين، الأولى في سبتمبر عام 1985، وتشمل المرحلة الأولى على تزويد المملكة العربية السعودية بطائرات يوروفايتر تايفون، وتورنادو، وطائرات التدريب المتطورة بي أيه إي هوك، وطائرات بيلاتوس بي سي-9، ومجموعة كبيرة من الصواريخ مثل سكاي فلاش، سي إيغل، ومجموعة من الرادارات، وبرامج لتطوير القواعد الجوية، وبرامج تدريب للطيارين. أما المرحلة الثانية كانت في التسعينات. ويعتبر مشروع اليمامة أكبر صفقة أسلحة في تاريخ المملكة المتحدة.

### مشروع درع السلام
تبنت المملكة العربية السعودية مشروعا متكاملا لتطوير الأنظمة الدفاعية لقوات الجوية لمراقبة وحماية الأجواء السعودية. وهذا المشروع الذي قامت القوات الجوية الملكية السعودية بدراسته وتحديد عناصره أطلق عليه مشروع «درع السلام»، يعتمد على المفاهيم المتقدمة في مراقبة وحماية الأجواء التي يعرفها الخبراء العسكريون بالقيادة والسيطرة والاتصالات. وينطوي هذا المشروع على توفير العديد من القدرات الجوية وتحديث النظام الدفاعي الحالي للقوات الجوية الملكية السعودية، ويرتبط هذا المشروع مع مشروع قائم ومساند له، ومكونات هذا المشروع الآخر الذي يسمي مشروع «حارس السلام» هي طائرات الإنذار المبكر والتزويد بالوقود من الطائرة البوينغ 707 وعدد كبير من الرادارات لتغطية أراضي السعودية. ومن جراء هذا الترابط تتضح الصورة الفعالة لتكامل مشروع «درع السلام» ليعطي القوات الجوية الملكية السعودية منظومة متطورة ومتكاملة من القيادة والسيطرة والاتصالات لكشف وحماية الأجواء وتحقيق متطلبات الدفاع للمملكة العربية السعودية. كما أن البلاد استفادت من هذا المشروع أيضا في خدمة الأغراض المدنية في مجال البحث والإنقاذ والإغاثة للملاحة الجوية والبحرية على السواء. من جهة أخرى سيقدم المشروع المعلومات المناسبة لتتبع مساندة الخطوط الجوية المدنية في المرات الجوية لضمان سلامتها.

### مشروع حارس السلام
في عام 1400هـ قامت السعودية بتطوير وتحديث القوات الجوية بجلب أحدث طائرات الإنذار المبكر وطائرات التزويد بالوقود متكاملة من القيادة والسيطرة والاتصالات، القادرة على إمداد طائرات القوات الجوية السعودية بالمعلومات الدقيقة في وقت مبكر وكذلك إمدادها بالوقود لتستطيع القيام بواجبها على أكمل وجه، بالإضافة إلى تدريب الكوادر السعودية على كافة الأجهزة والطائرات والمعدات المبرم العقد على شرائها.

## قوات جوية مستقلة

### طيران القوات البرية
مرّ طيران القوات البرية بمراحل تاريخية جعلت منه أهم أسلحة القتال بالقوات البرية، وذلك بفضل توجيهات ولي العهد نائب رئيس مجلس الوزراء وزير الدفاع والطيران والمفتش العام الأمير سلطان بن عبد العزيز، ونائبه الأمير عبد الرحمن بن عبد العزيز. وكان لهيئة عمليات القوات البرية دور فاعل في إعداد نواة التأسيس الأولى للطيران، عندما تم ابتعاث مجموعة من ضباط القوات البرية لدراسة الطيران العمودي في الولايات المتحدة الأميركية. وفي 1400هـ، صدرت الموافقة على تأسيس مكتب مشروع الطيران في عمليات القوات البرية، وتزويد طيران القوات البرية بطائرات عمودية متطورة. وكان لتاريخ 1402هـ، أهمية بالغة للطيران في القوات البرية، إذ جرى فيه تحويل «مكتب مشروع الطيران» إلى «قيادة طيران الجيش» بسبب ازدياد مهمات هذه القيادة وتوسعها، وعدّل مسماها ليصبح «قيادة طيران القوات البرية» اعتباراً من 1417هـ، ومنذ ذلك الوقت وطيران القوات البرية يشهد تطوراً كبيراً. وحالياً يتبع هذا السلاح معهد طيران القوات البرية. يملك أسطول طيران القوات البرية عدد من طائرات أو إتش-58 كيوا، وإيه إتش-64 أباتشي وتم طلب 29 طائرة أخرى، للطراز المّطور لونغ بو (بلوك 3) (AH-64D Longbow III) بقيمة تبلغ أكثر من 1200 مليون دولار أمريكي. وسيكورسكي إس-60 بلاك هوك، وسيكورسكي يو إتش-60 بلاك هوك تم تطويرها إلى (UH-60L) طلبية أخرى لعدد 24 من الطراز (UH-60L) بقيمة 350 مليون دولار أمريكي. وفي عام 2015 تم طلب 8 طائرات بوينغ سي إتش-47 شينوك.

### طيران القوات البحرية
عام 1400هـ، تم الاتفاق على تنفيذ مشروع التطوير للقوات البحرية. ويتضمن المشروع تزويد القوات البحرية، بعدد من الطائرات العمودية، التي تستخدم في البحث والإنقاذ، وبعض المهمات الأخرى. وفي عام 1405هـ، استُلمت أول طائرة عمودية ضمن مشروع الصواري 1 بقيادة طيارين وفنيين سعوديين. ومع اكتمال وصول جميع طائرات المشروع، بدأ العمل في جناح الطيران البحري الأول في قاعدة الملك فيصل البحرية في المنطقة الغربية. في عام 1406هـ تم إنشاء مطار القوات البحرية بالجبيل. وتم تشغيل المطار من قبل القوات البحرية عام 1408هـ، بعد وصول عدد من طائرات يوروكوبتر إيه إس 365 دوفين التابعة للقوات البحرية ومع ازدياد عدد الطيارين والفنيين المؤهلين على هذا النوع من الطائرات، الذين أصبحوا يتلقون تدريبهم داخل المملكة العربية السعودية، أُنشئت مدرسة التخصصات الفنية لطيران القوات البحرية، وبدأ العمل بسرب الطيران البحري الثاني في الأسطول الشرقي. وفي شهر جمادى الثاني من عام 1409هـ، تم إنشاء إدارة شؤون الطيران، بقيادة القوات البحرية في الرياض. وكان هناك حاجة ماسة لزيادة عدد الطائرات حيث وصلت في عام 1409هـ، أول طائرة من نوع يوروكوبتر إيه أس 332 سوبر بوما إلى مطار القوات البحرية بالجبيل. وفي ديسمبر عام 2015، أعلنت وزارة الدفاع الأميركية (بنتاغون)، إن وزارة الخارجية وافقت على صفقة، بقيمة 1.9 مليار دولار، لبيع السعودية 10 مروحيات من نوع إس إتش-60 سي هوك طراز MH-60R.

### طيران أمن الدولة
القيادة العامة لطيران الأمن تابع لرئاسة أمن الدولة، وبدأ تاريخ طيران الأمن بعد حادث الحريق الذي وقع في عام 1395 هـ، حيث وجه وزير الداخلية آنذاك نايف بن عبد العزيز بشراء عدة طائرات تخدم قطاع الأمن العام، لاسيما في موسم الحج، فتم تأمين ما يقارب 16 طائرة. وبعد ذلك انطلقت مهام طيران الأمن في الحج تباعاً، وكانت محدودة المهام، ثم بعد ذلك تم تطوير هذا الجهاز تطويرا جذريًا، وتم تأمين أحدث أنواع الطائرات لهذه الخدمة. وتملك القيادة العامة لطيران الأمن أربعة قواعد عسكرية، تمارس فيها أنشطة الدعم والسيطرة في كل من: الرياض، وجدة، والدمام، وعسير، وقاعدتين موسميتين في كل من مكة المكرمة والمدينة المنورة، ويتم تغطية المناطق التي لا يوجد بها قواعد للطيران من أقرب قاعدة لها، بالإضافة إلى التوجه لإنشاء قواعد جديدة في كل من المدينة المنورة، والجوف. يبلغ عدد الطائرات الموجودة في كافة قواعد القيادة 40 طائرة. والطائرات التي تخدم الآن في الأسطول حاليا هي طائرات سيكورسكي إس-434، وسيكورسكي إس-70، وسيكورسكي إس-92، وسي أن-235. وفي يونيو 2015 أعلنت وزارة الداخلة نيتها شراء 23 طائرة مسلحة طراز يوروكوبتر إي سي 145 لحرس الحدود بقيمة 500 مليون يورو. وتم الموافقة على بييع الطائرات للسعودية. وفي معرض باريس للطيران لعام 2015، أعلنت شركة ايرباص إن السعودية تقدمت بطلب لشراء أربع طائرات للنقل من طراز إيادس كاسا سي-295، وطائرات من طراز إيرباص إيه 330 متعددة الأغراض. وأخرجت طائرة سي إتش-46 سي نايت من الخدمة.

### طيران الحرس الوطني
هيئة الطيران بالحرس الوطني السعودي تم تشكيلها في عام 2011، وتم إنشاء أول قاعدة جوية في الرياض وتم التوسع وإنشاء قواعد في المنطقة الشرقية والمنطقة الغربية.وفي عام 2015، تم افتتاح مطار خشم العان ليصبح مقر لواء طيران الحرس الوطني الأول. وتم إدخال العديد من المروحيات إلى الخدمة مثل مروحية التدريب إم دي 500، وإيه إتش-64 أباتشي الهجومية، وسيكورسكي يو إتش-60 بلاك هوك متعددة الأغراض، وبوينغ إيه إتش-6 وهي مروحية هجومية خفيفة وتستخدم أيضا للاستطلاع الجوي، وبوينغ إم إتش-6 ليتل بيرد.

## ما يخص الطائرة

### الشعار والأعلام
الشعار الحالي للقوات الجوية الملكية السعودية يتكون من ثلاثة دوائر الأولى والداخلية خضراء والوسطى بيضاء ويتوسط الدائرة الداخلية شعار المملكة العربية السعودية، ويتألف الشعار من سيفين عربيين منحنيين متقاطعين تعلوهما نخلة، ويرمز السيفان للقوة والمنعة والتضحية، أما النخلة فترمز للخير والحيوية.
ويوضع على جانب الطائرات السعودية المقاتلة والمدنية شعار «الله يحفظك» وتعود قصتها لعام 1998، عندما كان الملك عبد الله بن عبد العزيز آل سعود في قاعدة الملك عبد العزيز الجوية بالظهران لاستقبال إحدى الطائرات الحربية، والتي كانت من طراز إف-15 إيغل في آخر دفعة وصلت إلى القاعدة، إذ طلب من أحد الحاضرين معه في الاستقبال قلماً ليكتب عبارة «لله يحفظك» على الطائرة، والتي اعتمدت رسمياً حينما تولى الحكم على الطائرات العسكرية والمدنية كافة.
وقد وحَّدت طائرات تابعة للقوات الجوية الملكية السعودية شعارها مع بقية الطائرات، والتي تزينت أيضاً طائرة خادم الحرمين الشريفين الخاصة بالشعار باللغتين العربية والإنجليزية، بينما كتب على بقية الطائرات باللغة العربية فقط.
ويوضع على ذيل الطائرة شعار القوات الجوية الملكية السعودية والعلم السعودي. وهو علم أخضر تتوسطه شهادة التوحيد الإسلامية (لا إله إلا الله محمد رسول الله) مكتوبة بخط الثلث العربي وتحتها سيف عربي تتجه قبضته نحو سارية العلم، ويتكون لون السيف والشهادة من اللون الأبيض، أما أرضيته فهي باللون الأخضر العشبي والكتابة بالأحرف العربية غالباً ما يدل على الإسلام. في السابق عندما كانت القوات الجوية الملكية السعودية تسمى سلاح الطيران الملكي السعودي كان يوضع على الذيل علم السعودية لعام 1938 وتم استبداله لاحقا بعلم السعودية الحديث.

## ما يخص الطيار

### الرتب العسكرية
| الأفراد         | لاتوجد رتبة |           |      |           |      |          |            |      |      |          |  |  |  |  |
| الأفراد (قتالي) | لاتوجد رتبة |           |      |           |      |          |            |      |      |          |  |  |  |  |
| اللقب           | جندي        | جندي أول  | عريف | وكيل رقيب | رقيب | رقيب أول | رئيس رقباء |      |      |          |  |  |  |  |
| الضباط          |             |           |      |           |      |          |            |      |      |          |  |  |  |  |
| الضباط (قتالي)  |             |           |      |           |      |          |            |      |      |          |  |  |  |  |
| اللقب           | ملازم       | ملازم أول | نقيب | رائد      | مقدم | عقيد     | عميد       | لواء | فريق | فريق أول |  |  |  |  |
|                 |             |           |      |           |      |          |            |      |      |          |  |  |  |  |

### الزي العسكري
| الزي العسكري للقوات الجوية الملكية السعودية | الزي العسكري للقوات الجوية الملكية السعودية | الزي العسكري للقوات الجوية الملكية السعودية | الزي العسكري للقوات الجوية الملكية السعودية | الزي العسكري للقوات الجوية الملكية السعودية | الزي العسكري للقوات الجوية الملكية السعودية | الزي العسكري للقوات الجوية الملكية السعودية | الزي العسكري للقوات الجوية الملكية السعودية | الزي العسكري للقوات الجوية الملكية السعودية | الزي العسكري للقوات الجوية الملكية السعودية | الزي العسكري للقوات الجوية الملكية السعودية | الزي العسكري للقوات الجوية الملكية السعودية |
| الزي                                        | القبعة                                      |                                             |                                             |                                             |                                             |                                             |                                             |                                             |                                             |                                             |                                             |
| ------------------------------------------- | ------------------------------------------- | ------------------------------------------- | ------------------------------------------- | ------------------------------------------- | ------------------------------------------- | ------------------------------------------- | ------------------------------------------- | ------------------------------------------- | ------------------------------------------- | ------------------------------------------- | ------------------------------------------- |

### النشيد العسكري
نشيد القوات الجوية الملكية السعودية:

## الذخائر
ذخائر القوات الجوية الملكية السعودية

| الإسم                               | النوع                                             | صورة                     | بلد الأصل                | في الخدمة                |                          |                          |
| صواريخ كروز تطلق من الجو            | صواريخ كروز تطلق من الجو                          | صواريخ كروز تطلق من الجو | صواريخ كروز تطلق من الجو | صواريخ كروز تطلق من الجو | صواريخ كروز تطلق من الجو | صواريخ كروز تطلق من الجو |
| ----------------------------------- | ------------------------------------------------- | ------------------------ | ------------------------ | ------------------------ | ------------------------ | ------------------------ |
| إيه جي إم-84 إتش                    | صاروخ جوال صاروخ هجوم مواجهة أرضية موسع الاستجابة |                          | الولايات المتحدة         | غ.م                      |                          |                          |
| ستورم شادو                          | صاروخ جو-أرض                                      |                          | المملكة المتحدة          | 300+                     |                          |                          |
| أباتشي                              | صاروخ جو-أرض جوال مضاد لمدرجات                    |                          | فرنسا                    |                          |                          |                          |
| إيه جي إم-65                        | صاروخ جو-أرض                                      |                          | الولايات المتحدة         | غ.م                      |                          |                          |
| بريمستون                            | صاروخ جو-أرض                                      |                          | المملكة المتحدة          | غ.م                      |                          |                          |
| صواريخ جو-جو                        |                                                   |                          |                          |                          |                          |                          |
| ميتور                               | صاروخ جو-جو يعمل خارج مدى الرؤية البصرية (BVRAAM) |                          | الاتحاد الأوروبي         | غ.م                      |                          |                          |
| سكاي فلاش                           | صاروخ جو-جو                                       |                          | المملكة المتحدة          | غ.م                      |                          |                          |
| إيه آي إم-7                         | متوسط المدى صاروخ جو-جو                           |                          | الولايات المتحدة         | غ.م                      |                          |                          |
| فاير ستريك                          | صاروخ جو-جو                                       |                          | المملكة المتحدة          | خرج من الخدمة.           |                          |                          |
| ريد توب                             | صاروخ جو-جو                                       |                          | المملكة المتحدة          | خرج من الخدمة.           |                          |                          |
| إيريس - تي                          | صاروخ جو-جو                                       |                          | ألمانيا                  | 1400+                    |                          |                          |
| إيه آي إم-9 سايدويندر               | متوسط المدى صاروخ جو-جو                           |                          | الولايات المتحدة         | غ.م                      |                          |                          |
| إيه آي إم-120                       | متوسط المدى صاروخ جو-جو                           |                          | الولايات المتحدة         | غ.م                      |                          |                          |
| صواريخ جو-أرض                       |                                                   |                          |                          |                          |                          |                          |
| آلارم                               | صاروخ جو-أرض صاروخ مضاد للإشعاعات                 |                          | المملكة المتحدة          | غ.م                      |                          |                          |
| إس إس.11                            | صاروخ جو-أرض صاروخ موجه مضاد للدروع               |                          | فرنسا                    | غ.م                      |                          |                          |
| كي جي جي بي                         | صاروخ جو-أرض                                      |                          | كوريا الجنوبية           | غ.م                      |                          |                          |
| إيه جي إم-86                        | صاروخ جو-أرض صاروخ جوال                           |                          | الولايات المتحدة         | غ.م                      |                          |                          |
| إيه جي إم-88                        | صاروخ جو-أرض صاروخ مضاد للإشعاعات                 |                          | الولايات المتحدة         | غ.م                      |                          |                          |
| إيه جي إم-130                       | صاروخ جو-أرض                                      |                          | الولايات المتحدة         | غ.م                      |                          |                          |
| هيلفاير                             | صاروخ جو-أرض أرض-أرض                              |                          | الولايات المتحدة         | غ.م                      |                          |                          |
| صواريخ مضادة للسفن                  |                                                   |                          |                          |                          |                          |                          |
| إكزوست                              | صاروخ مضاد للسفن                                  |                          | فرنسا                    | غ.م                      |                          |                          |
| هاربون                              | صاروخ مضاد للسفن                                  |                          | الولايات المتحدة         | غ.م                      |                          |                          |
| سي إيغل                             | صاروخ مضاد للسفن                                  |                          | المملكة المتحدة          | غ.م                      |                          |                          |
| إيه إس 15 تي تي                     | صاروخ مضاد للسفن                                  |                          | فرنسا                    | 365                      |                          |                          |
| اوتومات                             | صاروخ مضاد للسفن                                  |                          | إيطاليا                  | غ.م                      |                          |                          |
| ذخائر الهجوم المباشر المشترك (JDAM) |                                                   |                          |                          |                          |                          |                          |
| جي بي يو-31                         | قنبلة غير موجهة                                   |                          | الولايات المتحدة         | غ.م                      |                          |                          |
| قنابل موجهة بدقة (PGM)              |                                                   |                          |                          |                          |                          |                          |
| إيه جي إم-154                       |                                                   |                          | الولايات المتحدة         | غ.م                      |                          |                          |
| جي بي يو-39                         | قنبلة موجهة بدقة                                  |                          | الولايات المتحدة         | 1000+                    |                          |                          |
| القنابل الموجهة بالليزر             |                                                   |                          |                          |                          |                          |                          |
| جي بي يو-24                         |                                                   |                          | الولايات المتحدة         | غ.م                      |                          |                          |
| جي بي يو-10                         |                                                   |                          | الولايات المتحدة         | غ.م                      |                          |                          |
| جي بي يو-12                         |                                                   |                          | الولايات المتحدة         | غ.م                      |                          |                          |
| جي بي يو-16                         |                                                   |                          | الولايات المتحدة         | غ.م                      |                          |                          |
| '                                   |                                                   |                          |                          |                          |                          |                          |
| بي إل يو-109                        | قنبلة فراغية لاختراق التحصينات                    |                          | الولايات المتحدة         | غ.م                      |                          |                          |
| سي بي يو-97                         | قنبلة عنقودية                                     |                          | الولايات المتحدة         | غ.م                      |                          |                          |

## الأسطول الحالي

### فهرس القوات الجوية الملكية السعودية
| الطائرات                                         | صورة | بلد الأصل               | النوع                                                                    | الطراز                          | في الخدمة   | ملاحظات |
| طائرة مقاتلة                                     |      |                         |                                                                          |                                 |             | |
| ------------------------------------------------ | ---- | ----------------------- | ------------------------------------------------------------------------ | ------------------------------- | ----------- | --- |
| إف-15 إي سترايك إيغل                             |      | الولايات المتحدة        | مقاتلة ضاربة متعددة المهام                                               | D C S SA                        | 16 70 70 84 | طلبت السعودية 84 طائرة من نسخة SA. الطائرات من طراز (S) سيتم ترقيتها إلى مستوى SA. |
| يوروفايتر تايفون                                 |      | المملكة المتحدة         | مقاتلة متعددة المهام                                                     | T.2 T.3A                        | 24 48       | تحت الطلب، وسيتم تصنيعها جميعا في منشأة BAE ارتون، بدلا من خط التجميع النهائي في المملكة العربية السعودية. وسيتم تطوير 24 طائرة T.2 إلى T.3A. وثمة مخطط لشراء ما يصل إلى 72 أخرى. |
| تورنادو                                          |      | المملكة المتحدة         | هجوم أرضي مقاتلة متعددة المهام                                           | IDS ADV                         | 96          | [ 266 ] [ 267 ] |
| طائرات التزود بالوقود جوا                        |      |                         |                                                                          |                                 |             | |
| إيرباص إيه 330 إم آر تي تي                       |      | فرنسا                   | طائرة نقل طائرة تزود بالوقود جوا                                         | MRTT                            | 6           | [ 49 ] [ 268 ] [ 269 ] |
| بوينغ كيه سي -135                                |      | الولايات المتحدة        | طائرة تزود بالوقود جوا                                                   | KE-3A                           | 5           | . |
| لوكهيد مارتن كيه سي-130                          |      | الولايات المتحدة        | طائرة تزود بالوقود جوا                                                   | KC-130H                         | 7           | |
| لوكهيد مارتن سي-130 جيه سوبر هركيوليز            |      | الولايات المتحدة        | طائرة تزود بالوقود جوا                                                   | KC-130J                         | 5           | [ 270 ] |
| طائرات الإنذار المبكر والحرب الإلكترونية والتجسس |      |                         |                                                                          |                                 |             | |
| بوينغ إي-3 سينتري                                |      | الولايات المتحدة        | استخبارات الإشارات طائرة إنذار مبكر والتحكم طائرة التزود بالوقود جوا     | RE-3 KE-3A E-3A                 | 3 5         | طائرات E-3A تم ترقيتهن وتطويرهن وتحويلهن إلى RE-3. |
| ساب (Erieye)                                     |      | السويد                  | نظام الإنذار المبكر والتحكم                                              |                                 | غ.م         | [ 271 ] [ 272 ] |
| أن-132                                           |      | أوكرانيا · السعودية     | حرب إلكترونية                                                            |                                 | 100         | تم طلب طائرتين، وستقوم السعودية بتصنيع 98 طائرة. |
| بيتشكرافت سوبر كينغ إير                          |      | الولايات المتحدة        | حرب إلكترونية مهمات خاصة                                                 |                                 | 6           | 3 تحت الطلب. |
| بوينغ بيه-8 بوسيدون                              |      | الولايات المتحدة        | طائرة دورية، الحرب المضادة للغواصات، الحرب المضادة للسطح، طائرة استطلاع. |                                 | 3           | وقعت المملكة العربية السعودية اتفاقية مع الولايات المتحدة لشراء 3 طائرات بوينغ بيه-8 بوسيدون. |
| طائرة تدريب                                      |      |                         |                                                                          |                                 |             | |
| بي أيه إي هوك                                    |      | المملكة المتحدة         | طائرة تدريب متقدم                                                        | Mk. 65 Mk. 65A Hawk T2 Hawk 165 | 50          | سيتم استبدال جميع النسخ القديمة بعدد 44 من النسخ الحديثة Hawk T2، Hawk 165. |
| سوبر مشاق                                        |      | باكستان                 | طائرة تدريب                                                              | -                               | 20          | |
| بيلاتوس بي سي-9                                  |      | سويسرا                  | طائرة تدريب                                                              | —                               | 47          | من أصل 50 |
| بيلاتوس بي سي-21                                 |      | سويسرا                  | طائرة تدريب                                                              | —                               | 55          | تم التعاقد لشراء 55. تم تسليم 46 حتى الآن. |
| سيروس إس آر22                                    |      | الولايات المتحدة        | طائرة تدريب                                                              |                                 | 25          | لتحل محل طائرات سيسنا 172 |
| سيسنا 172                                        |      | الاتحاد الأوروبي        | تدريب                                                                    | جي إتش أم                       | 16          | [ 285 ] [ 286 ] |
| بريتش ايروسبيس جت ستريم                          |      | المملكة المتحدة         | طائرة تدريب                                                              | 31                              | 1           | |
| طائرة نقل / مهمات خاصة                           |      |                         |                                                                          |                                 |             | |
| إيرباص إيه 340                                   |      | الاتحاد الأوروبي        | نقل                                                                      | A340-213                        | 3           | |
| بريتش ايروسبيس 125                               |      | المملكة المتحدة         | نقل                                                                      | B                               | 4           | |
| بوينغ 747                                        |      | الولايات المتحدة        | نقل كبار الشخصيات                                                        | 747-300 747SP                   | 8           | [ 287 ] [ 288 ] |
| بوينغ 757                                        |      | الولايات المتحدة        | مستشفى طبي طائر                                                          | —                               | 1           | [ 289 ] |
| بوينغ 737 الجيل القادم                           |      | الولايات المتحدة        | نقل                                                                      | BBJ1 BBJ2                       | 1           | [ 290 ] |
| كاسا سي أن-235                                   |      | إسبانيا                 | نقل                                                                      | M-10                            | 4           | |
| سيسنا سايتيشن الثانية                            |      | الولايات المتحدة        | نقل                                                                      | C550                            | 4           | [ 291 ] |
| ليرجيت 35                                        |      | الولايات المتحدة        | نقل وإخلاء طبي                                                           | A                               | 2           | تم تحويلها إلى الجناح الطبي في القوات المسلحة الملكية السعودية في يوليو 2009 |
| غلف ستريم الثالثة                                |      | الولايات المتحدة        | نقل                                                                      | —                               | 2           | |
| غلف ستريم الرابعة                                |      | الولايات المتحدة        | نقل                                                                      | —                               | 1           | |
| غلف ستريم الخامسة                                |      | الولايات المتحدة        | إخلاء طبي                                                                | GV                              | 2           | [ 292 ] |
| أنتونوف أن-148                                   |      | أوكرانيا                | نقل                                                                      |                                 |             | تم طلب 4 طائرات. |
| لوكهيد سي-130 هيركوليز                           |      | الولايات المتحدة        | نقل نقل كبار الشخصيات                                                    | E/H VC-130H                     | 30 5        | |
| لوكهيد مارتن سي-130 جيه سوبر هركيوليز            |      | الولايات المتحدة        | نقل                                                                      | C-130J-30                       | 0           | 20 تحت الطلب. |
| لوكهيد إل-100 هيركوليز                           |      | الولايات المتحدة        | نقل                                                                      | L-100-30                        | 6           | |
| ماكدونل دوغلاس أم دي-11                          |      | الولايات المتحدة        | طائرة نقل                                                                | MD-11                           | 1           | [ 294 ] |
| أنتونوف أن-178                                   |      | أوكرانيا                | طائرة نقل                                                                | An-178                          | 0           | خطاب نوايا لشراء 30 طائرة |
| هوكر 800                                         |      | الولايات المتحدة        | طائرة نقل                                                                |                                 | غ.م         | |
| مروحية                                           |      |                         |                                                                          |                                 |             | |
| يوروكوبتر إيه أس 332 سوبر بوما                   |      | فرنسا                   | مروحية متعددة الأغراض                                                    | —                               | غ.م         | [ 297 ] |
| أغستا - بيل 212                                  |      | إيطاليا                 | مروحية متعددة الأغراض                                                    | —                               | 27          | |
| إس أتش-3 سي كينغ                                 |      | الولايات المتحدة        | مروحية متعددة الأغراض مروحية مضادة للغوصات البحث والإنقاذ                | A-4                             | 3           | |
| يو إتش-1 إركويس                                  |      | الولايات المتحدة        | مروحية متعددة الأغراض                                                    | —                               | 24          | |
| بيل 212 / بيل 412                                |      | الولايات المتحدة        | مروحية متعددة الأغراض                                                    | EP                              | 37          | |
| بيل 205                                          |      | الولايات المتحدة        | مروحية متعددة الأغراض                                                    | -                               | 24          | |
| يوروكوبتر إيه إس 532                             |      | فرنسا                   | البحث والإنقاذ مروحية هجومية                                             | M                               | 19          | تستخدم في السرب السرب التاسع والتسعون المخصص للبحث والإنقاذ القتالي. |
| سيكورسكي يو إتش-60 بلاك هوك                      |      | الولايات المتحدة        | مروحية متعددة الأغراض                                                    | S-70A-1 S-70A-L1 UHM-60         | 81          | تملك السعودية مايقارب 72 طائرة. وفي عام 2015، إشترت السعودية 9 مروحيات من نوع يو إتش إم- 60. |
| إيه إتش-64 أباتشي                                |      | الولايات المتحدة        | مروحية هجومية                                                            | A D E                           | 94          | عام 1991، اشترت السعودية 12 مروحية.وفي عام 2006، قامت السعودية بتطوير المروحيات إلى طراز D. وفي سبتمبر عام 2008، باعت الولايات المتحدة 12 مروحية من طراز D إلى السعودية. وفي أكتوبر 2010، قامت السعودية بعقد صفقة ضخمة لشراء 70 مروحية من طراز D. وتم تطوير المروحيات لطرازات مختلفة. |
| طائرة بدون طيار                                  |      |                         |                                                                          |                                 |             | |
| سيليكس جاليليو فالكو                             |      | إيطاليا                 | طائرة استطلاع                                                            |                                 | 50          | [ 305 ] [ 306 ] [ 307 ] [ 308 ] |
| تي إيه أي أنكا                                   |      | تركيا                   | مقاتلة متعددة المهام طائرة استطلاع                                       | Anka-A                          | غ.م         | بدأت السعودية بمفاوضت مع تركيا لشراء أسلحة من بينها عدد من طائرة تي إيه أي أنكا بقيمة ملياري دولار. |
| تشنغدو وينق لونق                                 |      | الصين                   | مقاتلة متعددة المهام                                                     | MQ -1 Wing Loong II             | 300         | وقعت السعودية اتفاقية مع الصين في عام 2014، لشراء طائرات دون طيار من نوع وينج لونغ التي بامكانها حمل صاروخين من نوع جو - سطح، ولم يتم الإفصاح عن عدد الطائرات. |
| لونا                                             |      | السعودية · ألمانيا      | طائرة استطلاع                                                            | IDX15D4                         | غ.م         | لونا طائرة ألمانية، ولدى السعودية رخصة صناعتها على أرضها. |
| آريون سكوت                                       |      | كندا                    | طائرة استطلاع                                                            |                                 | غ.م         | [ 315 ] |
| صقر                                              |      | السعودية                | طائرة استطلاع                                                            | صقر 2 صقر 3 صقر 4               | 38          | طيارة من صناعة مدينة الملك عبد العزيز للعلوم والتقنية. كان أول طيران لها في 2012. |
| سيكير 400                                        |      | جنوب إفريقيا · السعودية | مقاتلة متعددة المهام                                                     |                                 | غ.م         | وقعت السعودية وجنوب إفريقيا على اتفاقية التعاون على صناعة الطائرات سيكير 400، ونقل التقنية للسعودية. |
| آر كيو -11 رافين                                 |      | الولايات المتحدة        | مراقبة واستحواذ واستطلاع                                                 |                                 | غ. م        | |
| فستيل كاراييل                                    |      | تركيا السعودية          | مراقبة واستحواذ واستطلاع                                                 | Karayel-SU                      | 40          | [ 317 ] [ 318 ] [ 319 ] |

## قوات جوية أخرى

### طيران القوات البرية الملكية السعودية
| الطائرات                                      | صورة | بلد الأصل        | النوع                 | الطراز  | في الخدمة | ملاحظات |
| الطيران التابع للقوات البرية الملكية السعودية |      |                  |                       |         |           |         |
| --------------------------------------------- | ---- | ---------------- | --------------------- | ------- | --------- | ------- |
| أو إتش-58 كيوا                                |      | الولايات المتحدة | مروحية هجومية         | OH-58D  | 13        | [ 56 ]  |
| إيه إتش-64 أباتشي                             |      | الولايات المتحدة | مروحية هجومية         | AH-64D  | 82        |         |
| سيكورسكي إس-60 بلاك هوك                       |      | الولايات المتحدة | مروحية إخلاء طبي      | S-70A-1 | 8         | [ 109 ] |
| سيكورسكي يو إتش-60 بلاك هوك                   |      | الولايات المتحدة | مروحية متعددة الأغراض |         | 37        |         |
| بوينغ سي إتش-47 شينوك                         |      | الولايات المتحدة | طائرة نقل عسكري       | CH-47F  | 48        | [ 320 ] |

### طيران البحرية الملكية السعودية
| الطائرات                                       | صورة | بلد الأصل        | النوع                      | الطراز             | في الخدمة | ملاحظات |
| الطيران التابع للقوات البحرية الملكية السعودية |      |                  |                            |                    |           |         |
| ---------------------------------------------- | ---- | ---------------- | -------------------------- | ------------------ | --------- | ------- |
| يوروكوبتر إيه أس 332 سوبر بوما                 |      | فرنسا            | مروحية مضادة للغواصات      | B1, M1, F1S1, F1S2 | 20        | [ 297 ] |
| يوروكوبتر إيه إس365 دوفين                      |      | فرنسا            | مروحية بحث وانقاذ          |                    | 24        | [ 321 ] |
| إس إتش-60 سي هوك                               |      | الولايات المتحدة | مروحية بحرية متعددة المهام | 60R                | 10        |         |

### طيران الحرس الوطني السعودي
| الطائرات                                   | صورة | بلد الأصل        | النوع                 | الطراز | في الخدمة | ملاحظات         |
| الطيران التابع لوزارة الحرس الوطني السعودي |      |                  |                       |        |           |                 |
| ------------------------------------------ | ---- | ---------------- | --------------------- | ------ | --------- | --------------- |
| إيه إتش-64 أباتشي                          |      | الولايات المتحدة | مروحية هجومية         | E      | 72        | [ 322 ] [ 323 ] |
| سيكورسكي يو إتش-60 بلاك هوك                |      | الولايات المتحدة | مروحية إخلاء طبي      |        | 22        |                 |
| بوينغ إيه إتش-6                            |      | الولايات المتحدة | مروحية هجومية         |        | 36        | [ 109 ] [ 324 ] |
| إم دي 500                                  |      | الولايات المتحدة | مروحية متعددة الأغراض |        | 13        | [ 325 ]         |

### طيران أمن الدولة
| الطائرات                         | صورة | بلد الأصل                  | النوع                     | الطراز                                       | في الخدمة | ملاحظات                      |
| الطيران التابع لرئاسة أمن الدولة |      |                            |                           |                                              |           |                              |
| -------------------------------- | ---- | -------------------------- | ------------------------- | -------------------------------------------- | --------- | ---------------------------- |
| سيكورسكي إس-434                  |      | الولايات المتحدة           | للمهمات الخفيفة والتدريب  | S-434                                        | 9         | تم طلب الطائرات في عام 2009. |
| سيكورسكي إس-70                   |      | الولايات المتحدة           | متعددة المهام             | S-70I                                        | 3         | [ 327 ]                      |
| سيكورسكي إس-92                   |      | الولايات المتحدة           | طائرة نقل، ومتعددة المهام |                                              | 16        | [ 328 ]                      |
| يوروكوبتر إي سي 145              |      | الولايات المتحدة           | مروحية هجومية             | H145M                                        | 23        |                              |
| إيادس كاسا سي-295                |      | إسبانيا                    | طائرة نقل                 | C-295W                                       | 4         | [ 329 ]                      |
| إيرباص إيه 330                   |      | الاتحاد الأوروبي           | متعددة المهام             | A330                                         | غ.م       |                              |
| سي أن-235                        |      | إسبانيا                    | طائرة دورية، طائرة نقل    | CN-235                                       | غ.م       |                              |
| سي إتش-46 سي نايت                |      | اليابان · الولايات المتحدة | مروحية نقل                | KV-107IIA-SM-1 KV-107IIA-SM-3 KV-107IIA-SM-4 | 18        | [ 330 ] [ 331 ]              |

### طائرات خرجت من الخدمة
| الطائرات                                                               | صورة | بلد الأصل        | النوع                    | الطراز        | العدد     | ملاحظات |
| طائرات تاريخية كانت تستخدم سابقا من قبل القوات الجوية الملكية السعودية |      |                  |                          |               |           | |
| ---------------------------------------------------------------------- | ---- | ---------------- | ------------------------ | ------------- | --------- | --- |
| داسو ميراج 5                                                           |      | فرنسا            | طائرة مقاتلة             | SDE SDD       | 32 6      | في عام 1972، طلبت السعودية 39 طائرة ميراج 5 من فرنسا، ولكنها لم تستخدم من قبل القوات الجوية الملكية السعودية لأنها أهديت لمصر في عام 1974. |
| نورثروب إف-5                                                           |      | الولايات المتحدة | مقاتلة                   | F E           | 83        | خرجت من الخدمة منذ 2009. |
| إنجلش إلكتريك لايتنغ                                                   |      | المملكة المتحدة  | طائرة مقاتلة             | 34 6          | F.53 T.55 | [ 205 ] [ 206 ] |
| سترايك ماستر                                                           |      | المملكة المتحدة  | طائرة مقاتلة طائرة تدريب | Mk 80 Mk 80A  | 45        | |
| نورث أمريكان إف-86 سابر                                                |      | الولايات المتحدة | طائرة مقاتلة             | F-86F         | 19        | حصلت على 16 بنيت في الولايات المتحدة عام 1958، وثلاثة أخرى من النرويج في عام 1966. وأسندت إلى السرب الجوي رقم 7 في الظهران.                |
| لوكهيد تي-33                                                           |      | الولايات المتحدة | طائرة مقاتلة             |               | غ.م       | |
| لوكهيد سي 140 جيت ستار                                                 |      | المملكة المتحدة  | طائرة مقاتلة             |               | غ.م       | [ 334 ] |
| دي هافيلاند فامباير                                                    |      | المملكة المتحدة  | طائرة مقاتلة             | FB52          | 19        | |
| هوكر هنتر                                                              |      | المملكة المتحدة  | مقاتلة طائرة هجوم أرضي   |               | غ.م       | |
| آر إف-5إي عين النمر                                                    |      | الولايات المتحدة | طائرة استطلاع            |               | غ.م       | |
| دي هافيلاند كومت                                                       |      | المملكة المتحدة  | طائرة ركاب نفاثة         | Comet 4C      | 1         | طلبت طائرة واحد لأسطول النقل الملكي، وتسلمتها القوات الجوية في عام 1962، ولكنها اصطدمت في جبال الألب في 20 مارس 1963.                      |
| تي-28 تروجان                                                           |      | الولايات المتحدة | طائرة تدريب              |               | غ.م       | [ 336 ] |
| دوغلاس سي-47 سكاي ترين                                                 |      | الولايات المتحدة | طائرة مقاتلة             |               | غ.م       | [ 337 ] |
| نورث أمريكان تي-6 تيكسان                                               |      | الولايات المتحدة | طائرة تدريب              |               | 10        | موجودة حاليا في متحف صقر الجزيرة للطيران في الرياض.                                                                                        |
| سي-123 بروفايدر                                                        |      | الولايات المتحدة | طائرة نقل عسكرية         | c-123B        | 6         | حصلت على ستة طائرات من طراز C-123B في عام 1957. وأعيدت خمسة منها إلى الولايات المتحدة في 1966-1967.                                        |
| أفرو أنسون                                                             |      | المملكة المتحدة  | طائرة تدريب وقاذفة قنابل |               |           | |
| دي هافيلاند تايغر موث                                                  |      | المملكة المتحدة  | طائرة تدريب              | DHA124        | غ.م       | خدمت في سلاح الطيران الملكي السعودية في الطائف.                                                                                            |
| دي هافيلاند كندا دي إتش سي-1 تشيبمونك                                  |      | كندا             | طائرة تدريب              |               | غ.م       | |
| بريتش ايروسبيس 146                                                     |      | المملكة المتحدة  | طائرة نفاثة إقليمية      |               | غ.م       | |
| بيتشكرافت تي-34 مينتور                                                 |      | الولايات المتحدة | طائرة تدريب              |               | غ.م       | [ 341 ] |
| لوكهيد جيت ستار                                                        |      | الولايات المتحدة | طائرات النقل[ ؟ ]        |               | غ.م       | |
| دوغلاس إيه-26 انفادر                                                   |      | الولايات المتحدة | هجوم أرضي قاذفة خفيفة    | A-26C "A-26B" | غ.م       | |
| تيمكو تي-35 باكارو                                                     |      | الولايات المتحدة | طائرة تدريب              | T-35A         | 10        | [ 343 ] |
| سيسنا أو-1 بيرد دوق                                                    |      | الولايات المتحدة | طائرة مراقبة             |               | غ.م       | |
| سيسنا 310                                                              |      | الولايات المتحدة | طائرة خفيفة              |               | غ.م       | |
| إيروسباسيال ألويت الثالثة                                              |      | فرنسا            | مروحية                   |               | غ.م       | [ 344 ] |

## قوات جوية سابقة

### قوة الطيران الحجازية النجدية
| الطائرات                                          | صورة | بلد الأصل       | النوع         | الطراز               | في الخدمة | ملاحظات |
| طائرات قوة الطيران الحجازية النجدية (1926 - 1932) |      |                 |               |                      |           | |
| ------------------------------------------------- | ---- | --------------- | ------------- | -------------------- | --------- | --- |
| إيركو دي إتش 9                                    |      | المملكة المتحدة | قاذفة قنابل   | دي إتش 9 دي إتش 9 سي | 2         | بعد سقوط مملكة الحجاز، غنم الملك عبد العزيز 11 طائرة ولكن 2 فقط كانت تعمل وتم استخدامهن في قوة الطيران الحجازية النجدية. |
| ويستلاند وابيتي                                   |      | المملكة المتحدة | متعددة المهام | مارك 2               | 4         | في 25 أغسطس 1929، قام الملك عبد العزيز بشراء 4 طائرات بمحركات من بريستول، ومجموعة من القنبال، و14 حظيرة طائرات.          |

### القوات الجوية الحجازية
| الطائرات                                    | صورة | بلد الأصل              | النوع                 | الطراز               | في الخدمة | ملاحظات |
| طائرات القوات الجوية الحجازية (1916 - 1926) |      |                        |                       |                      |           | |
| ------------------------------------------- | ---- | ---------------------- | --------------------- | -------------------- | --------- | --- |
| إيركو دي إتش 9                              |      | المملكة المتحدة        | قاذفة قنابل           | دي إتش 9 دي إتش 9 سي | 11        | استخدمت من قبل مملكة الحجاز ضد جيش الملك عبد العزيز.                                                                           |
| ويستلاند وابيتي                             |      | المملكة المتحدة        | متعددة المهام         | مارك 2               | 4         | خدمت الطائرة في قوة الطيران الحجازية النجدية. حاليا موجودة في متحف صقر الجزيرة للطيران في الرياض.                              |
| ارمسترونغ ويتوورث إف.كيه.8                  |      | المملكة المتحدة        | قاذفة قنابل           | F.K.8                | 2         | استخدمت من قبل القوات الجوية الحجازية. تلقت مملكة الحجاز اثنتين (F.K.8) في عام 1921، واحدة على الأقل كانت موجودة حتى عام 1923. |
| ألباتروس دي.3                               |      | الإمبراطورية الألمانية | مقاتلة                | غ.م                  | 2         | تركتها القوات الجوية العثمانية في الحجاز بعد الحرب العالمية الأولى.                                                            |
| كاودرون                                     |      | إيطاليا · فرنسا        | قاذفة قنابل           |                      | 4         | تسلمتها القوات الجوية الحجازية من قبل إيطاليا.                                                                                 |
| فرمان إم إف.11                              |      | فرنسا · إيطاليا        | استطلاع / قاذفة خفيفة | MF.11                | 2         | في عام 1921، حصلت من إيطاليا على طائرتين فرمان إم إف.11 مبنية في إيطاليا ومزودة بمحركات فيات بقوة 100 حصان.                    |

## الحوادث
- 25 فبراير 1922، سقوط طائرة أمام الملك حسين بن علي الهاشمي ومقتل طيار يحمل الجنسية الروسية.[21]
- يناير 1925، طائرة دي هافيلاند 9 سي تابعة للقوات الجوية الحجازية تنفجر فوق جدة خلال قصفها لقوات الملك عبد العزيز، ومقتل طاقمها المكون من طيار روسي، وصحفي عربي.[21]
  - ديسمبر: سقوط إحدى طائرات القوات الجوية الحجازية أثناء تحليقها في رحلة استطلاعية فوق مواقع جيش الملك عبد العزيز.[21]
  - ديسمبر: انفجار طائرة تابعة للقوات الجوية الحجازية فوق مواقع جيش الملك عبد العزيز نتيجة لخطأ في توصيل مشغل القنابل التي كانت تحملها.[21]
- 10 أكتوبر 1950، تحطم مجموعة طائرات تدريب من نوع دي هافيلاند تايغر موث بعد انهيار حظيرة الطائرات في الطائف.[340]
- 1967، تدمرت طائرة من نوع هوكر هنتر تابعة للقوات الجوية السعودية عندما اشتبكت مع القوات الجوية المصرية.[66]
- 16 سبتمبر 1980، تحطمت طائرة عسكرية تقل 89 عسكريًا بما فيهم طاقم الطائرة قرب مطار المدينة المنورة، بسبب حريق شب في مقدمة الطائرة. وتم دفنهم جميعا في مقبرة البقيع[347]
- 14 أكتوبر 1989، تحطمت طائرة من نوع بريتش ايروسبيس جت ستريم قرب الظهران في مما أسفر عن مقتل 5 ركاب كانوا على متنها.[348]
- 21 مارس 1991، خلال حرب الخليج الثانية اصطدمت طائرة تابعة للقوات الجوية الملكية السعودية من نوع سي-130 هيركوليز في مطار رأس مشعاب قتل 102 جندي مع الطاقم.[349]
- 21 يناير 2004، تحطمت طائرة من نوع اف-15 أثناء رحلة تدريبية بقاعدة الملك عبد العزيز الجوية بالظهران. وأدى الحادث وفاة طاقم الطائرة المكون من مشغل الأسلحة الرائد طيار ناصر عبد الرحمن الرشيد وقائد الطائرة النقيب طيار سلطان تركي الفرم.[350]
- 08 يناير 2011، سقطت طائرة إخلاء طبي تابعة للخدمات الطبية للقوات المسلحة، وأدى سقوطها إلى استشهاد طاقم الطائرة الطبي المكون من الكابتن طيار خالد بن جلوي بن عبد الله الدخيل، مساعده الملازم أول طيار منديل بن فالح بن باني السبيعي، وطبيب مصري، وممرضة فلبينية.[351]
- 20 ديسمبر 2011، إحدى طائرات الهوك التابعة للقوات الجوية الملكية السعودية في مهمة تدريبية بتبوك، تعرضت لحادث اصطدام بطائر مما أدى إلى عطل أحد محركاتها وبالتالي أدى إلى سقوطها. وقد تمكن قائد الطائرة من القفز بالمظلة ونجا على إثرها.[352]
- 11 فبراير 2013، سقطت طائرة مقاتلة من نوع تورنيدو تابعة للقوات الجوية الملكية السعودية خلال مهمة تدريبية بعد تعرضها لخلل في قاعدة الملك عبد العزيز الجوية بالظهران وتم إنقاذ طاقمها.[353]
- 25 فبراير 2014، سقطت طائرة عمودية تابعة للقوات الجوية في منطقة الباحة، مما أدى إلى إصابة 3 أشخاص بجروح مختلفة الخطورة فيما لم يتم تسجيل سقوط ضحايا.[354]
- 17 فبراير 2015، ارتطمت مروحية بالأرض تابعة لطيران القوات البرية أثناء رحلة تدريبية ليلية في منطقة التدريب غربي مدينة الملك خالد العسكرية في حفر الباطن، مما أدى إلى مقتل طاقمها المكون من 4 أشخاص.[355]
- 2015، خلال التدخل العسكري في اليمن سقطت طائرة إف-15 إيغل بسبب عطل فني في البحر الأحمر وتم إنقاذ الطيارين.[356]
- 21 أغسطس عام 2015، سقطت مروحية من طراز أباتشي بسبب عطل فني على الحدود السعودية اليمنية ومقتل الطيارين.[357]
- 13 سبتمبر 2015، تعرضت مروحية للسقوط والارتطام بالأرض بسبب خلل فني في الطائف أثناء رحلة تدريبية ومقتل الملازم الطيار بندر بن يحيى الفيفي.[358]

## معرض الصور

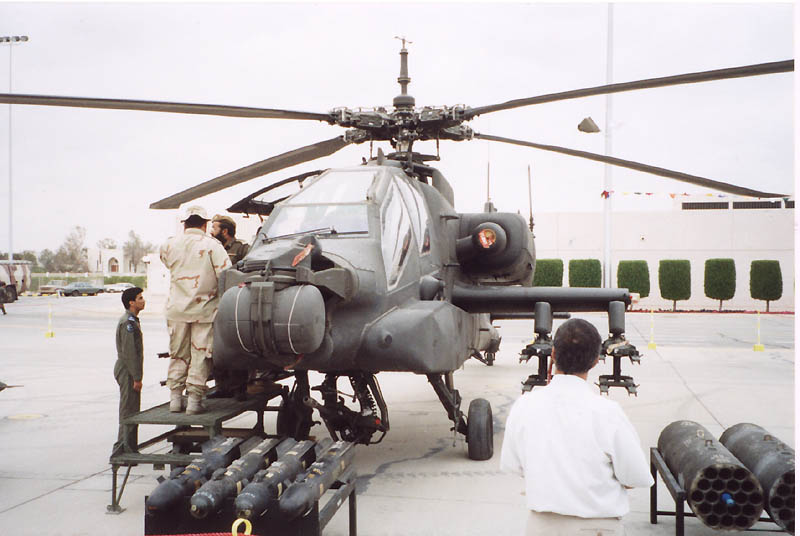
إيه إتش-64 أباتشي تابعة للقوات الجوية الملكية السعودية
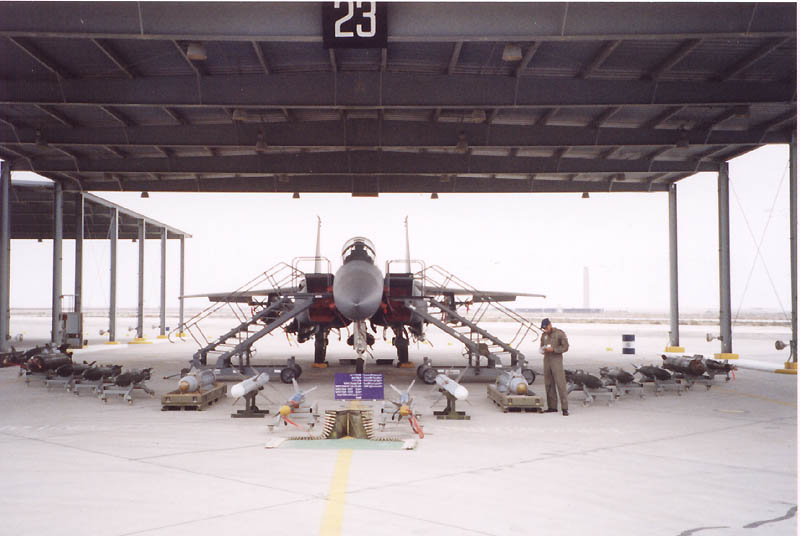
إف-15 إس النسر الضارب تابعة للقوات الجوية الملكية السعودية
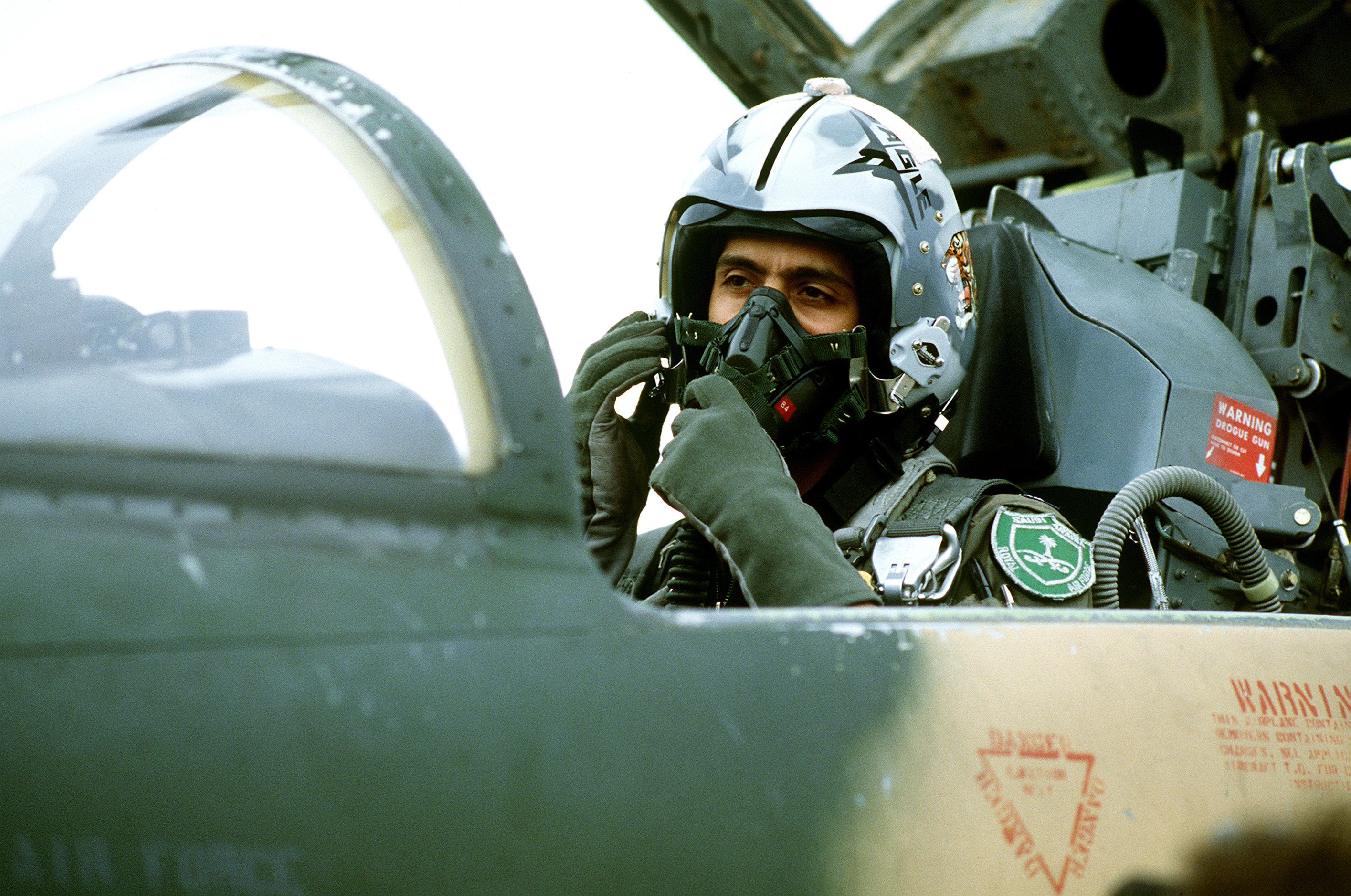
طيار في سلاح الجو الملكي السعودي يضبط قناع الأكسجين، أثناء وجوده في قمرة القيادة للطائرة إف-5 النمر الثاني قبل الإقلاع في مهمة تدريبية.
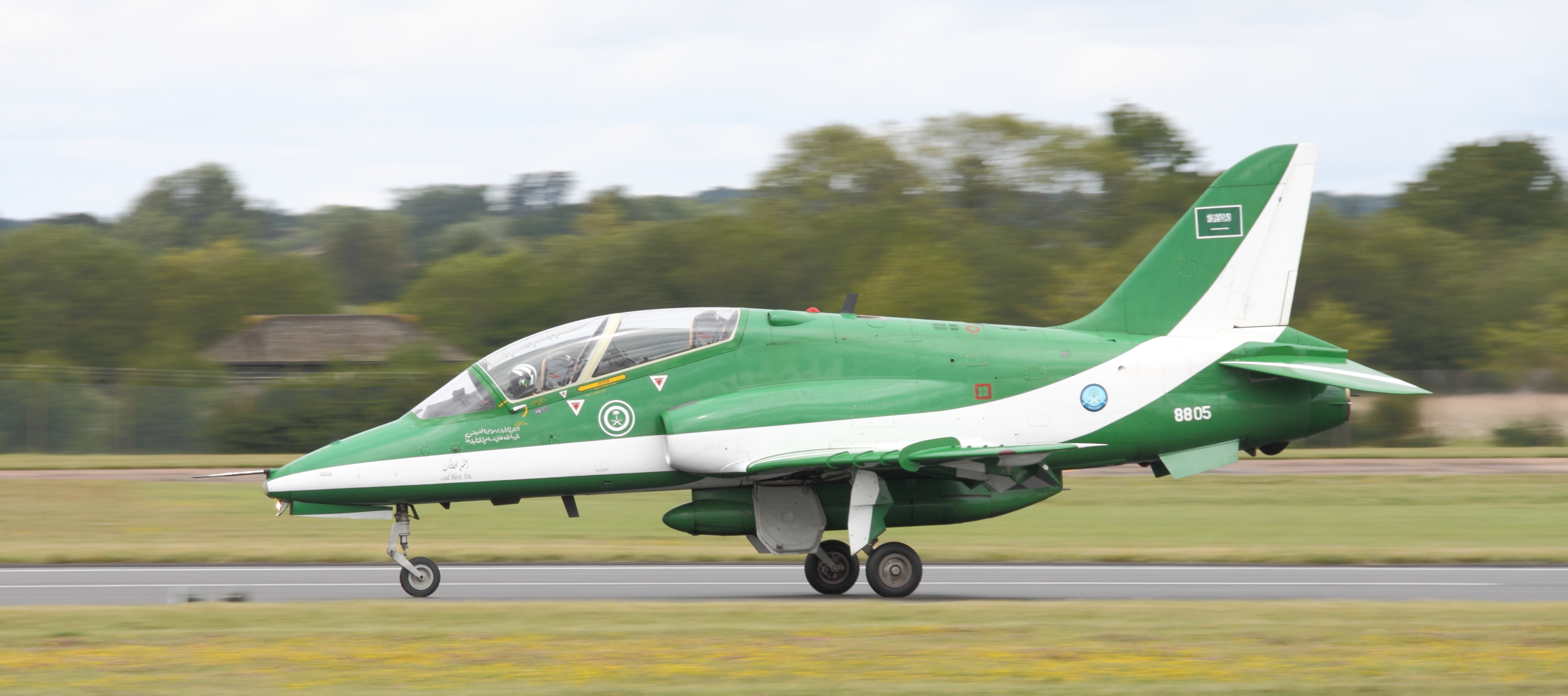
بريتش ايروسبيس هوك في عام 2011
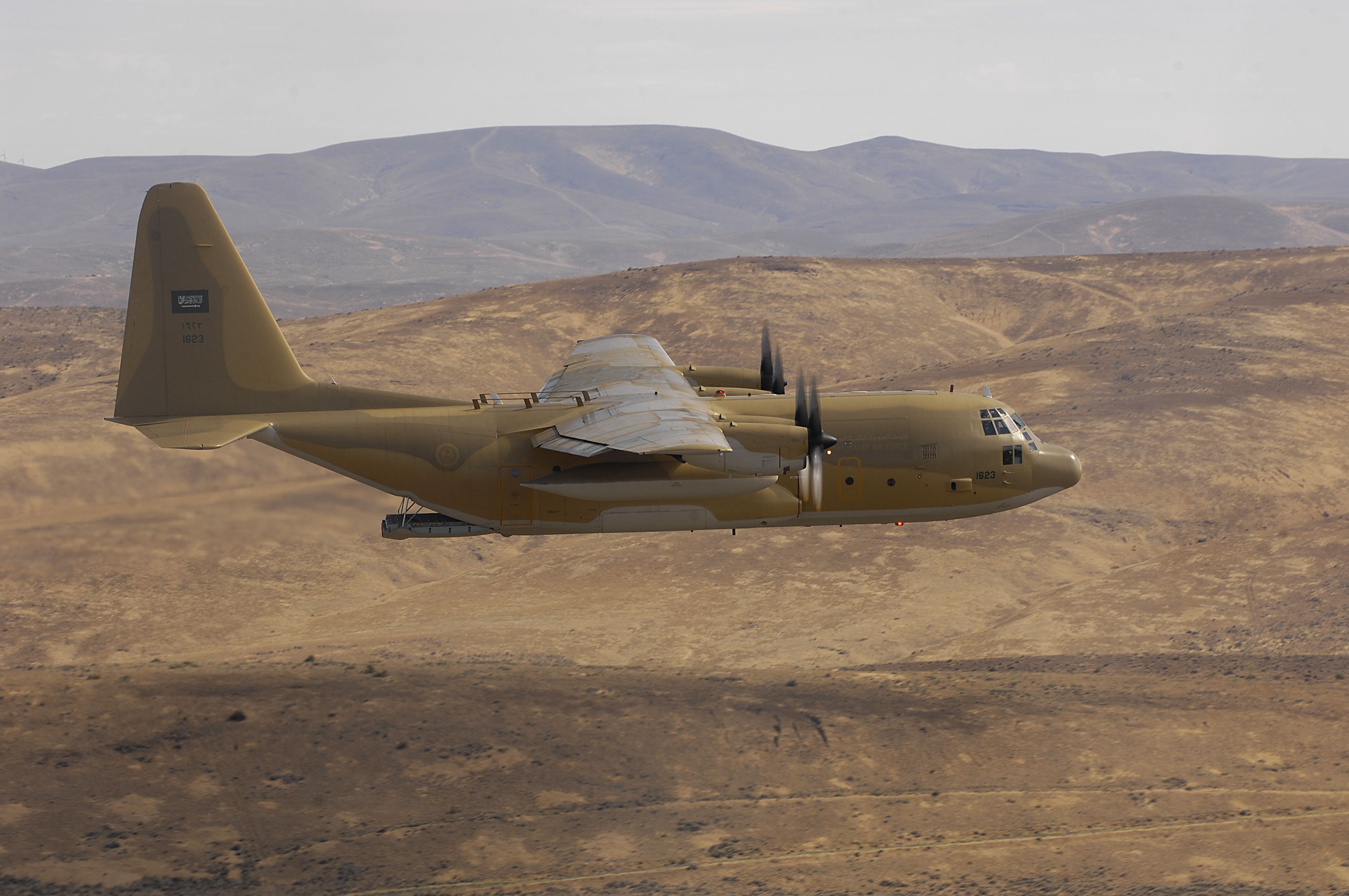
طائرة سي-130 هيركوليز تابعة للقوات الجوية الملكية السعودية وهي تقوم بعملية إنزال
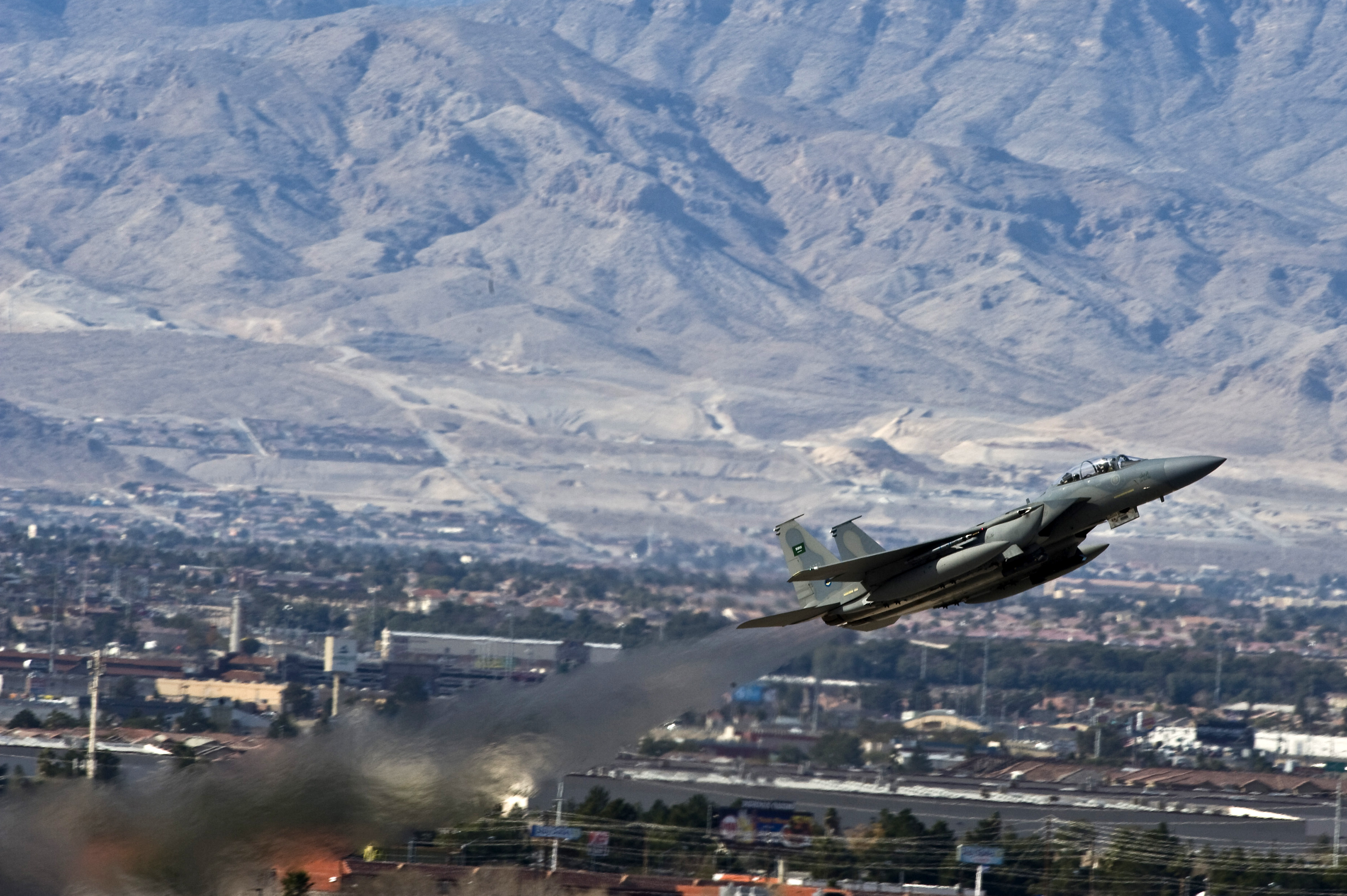
طائرة F-15 تابعة للقوات الجوية السعودية خلال تدريب العلم الأحمر عام 2011
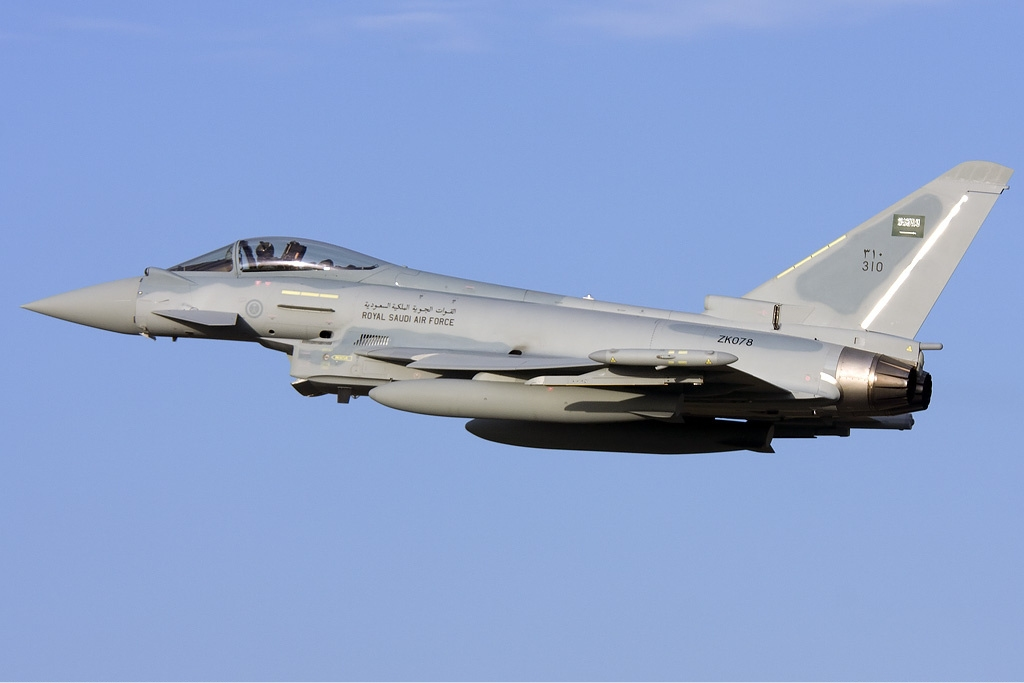
مقاتلة يوروفايتر تايفون تابعة للقوات الجوية الملكية السعودية
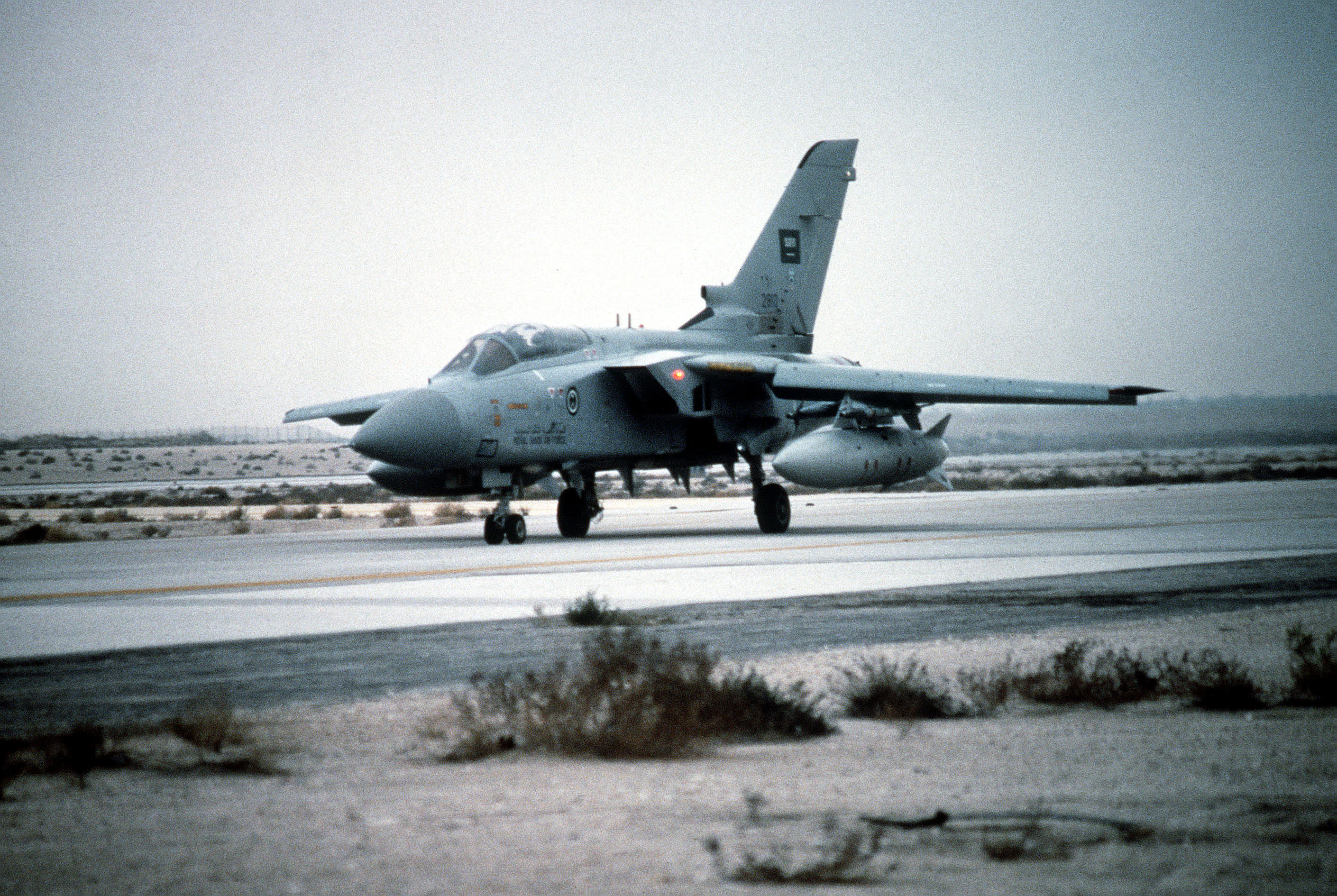
تورنادو سعودية خلال عملية عاصفة الصحراء
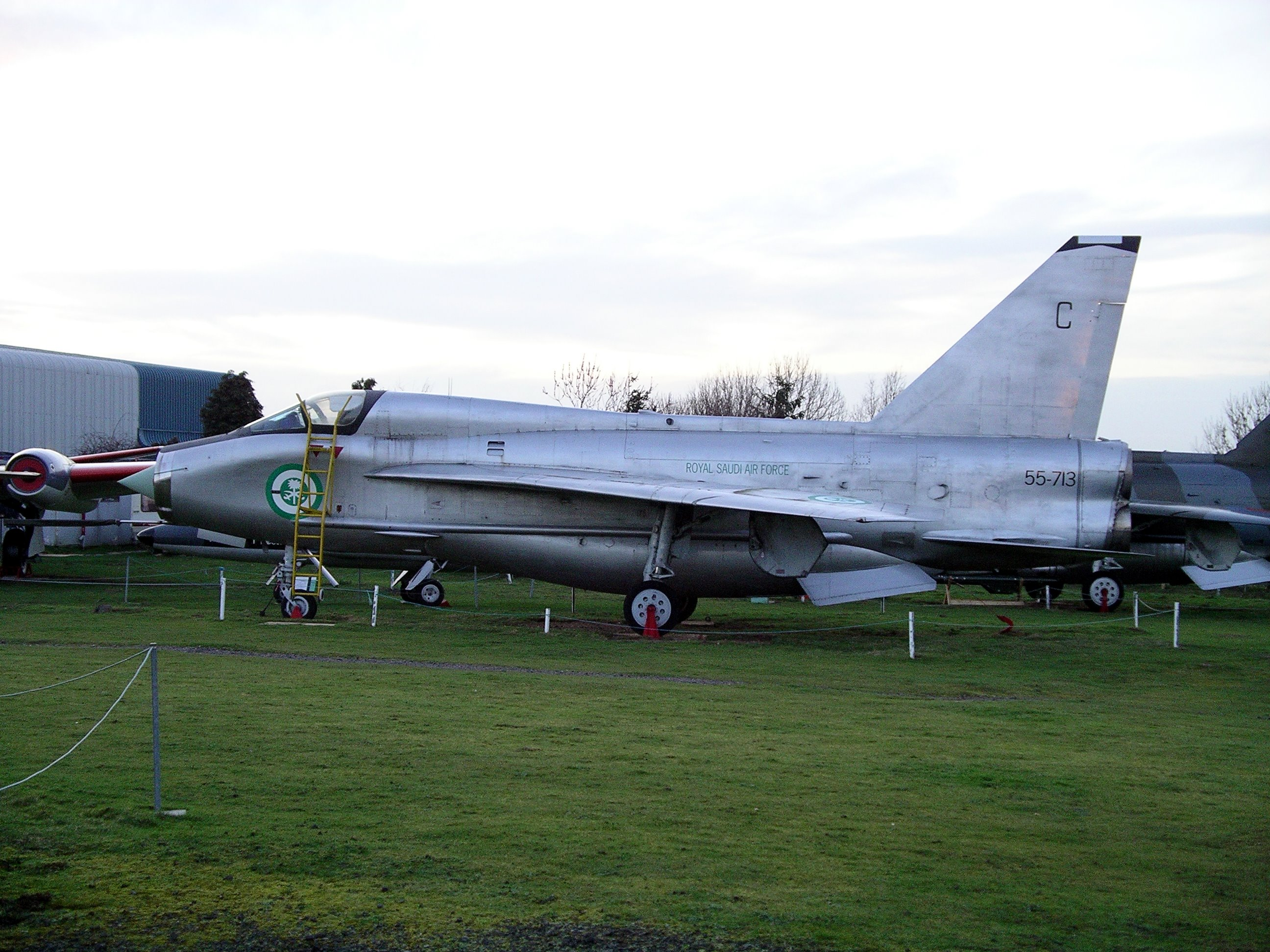
انجلش إلكترونيك لايتنغ التابع للقوات الجوية الملكية السعودية.
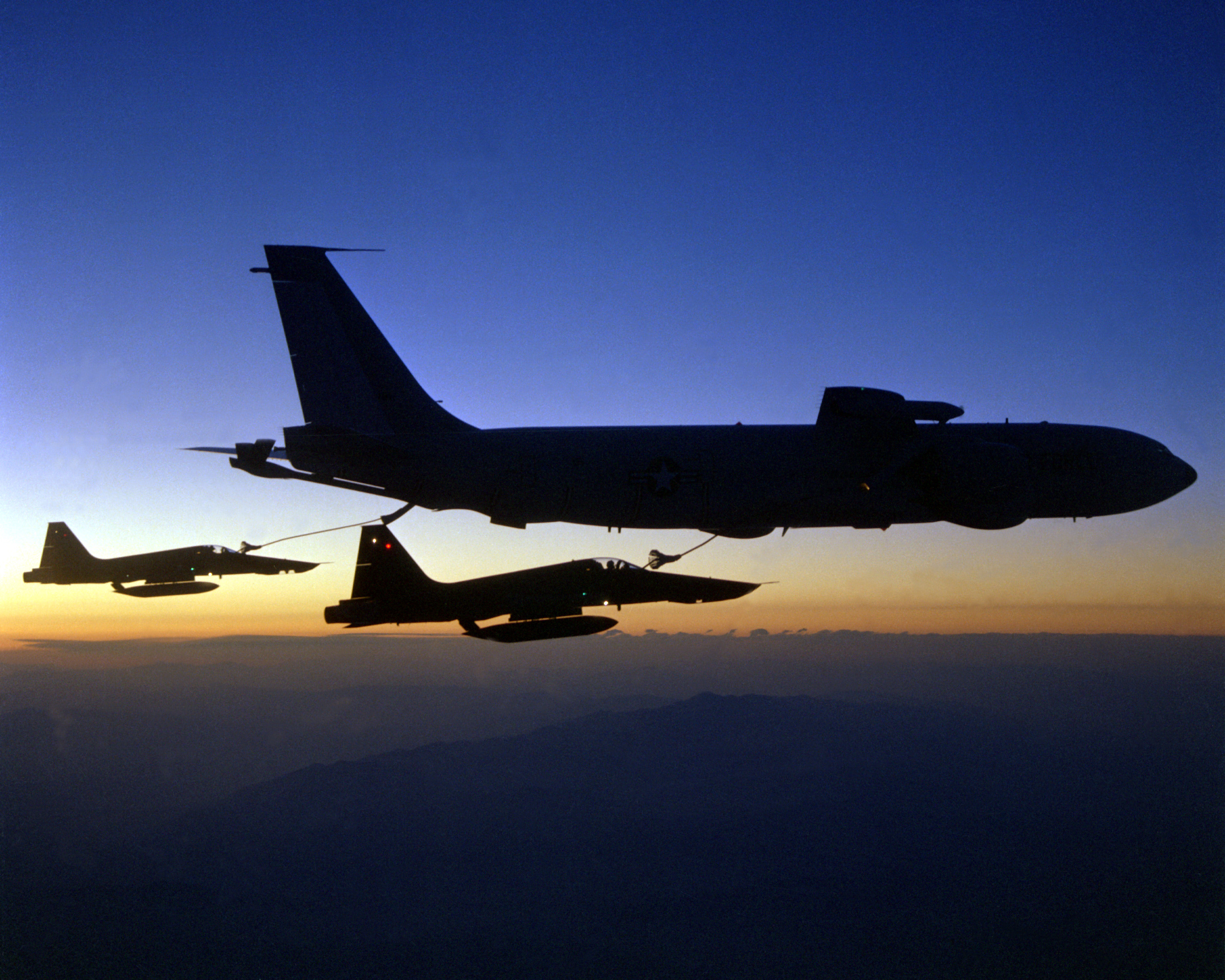
طائرات إف-5 تايغر الثانية، تتزود بالوقود من طائرة بوينغ كيه سي -135
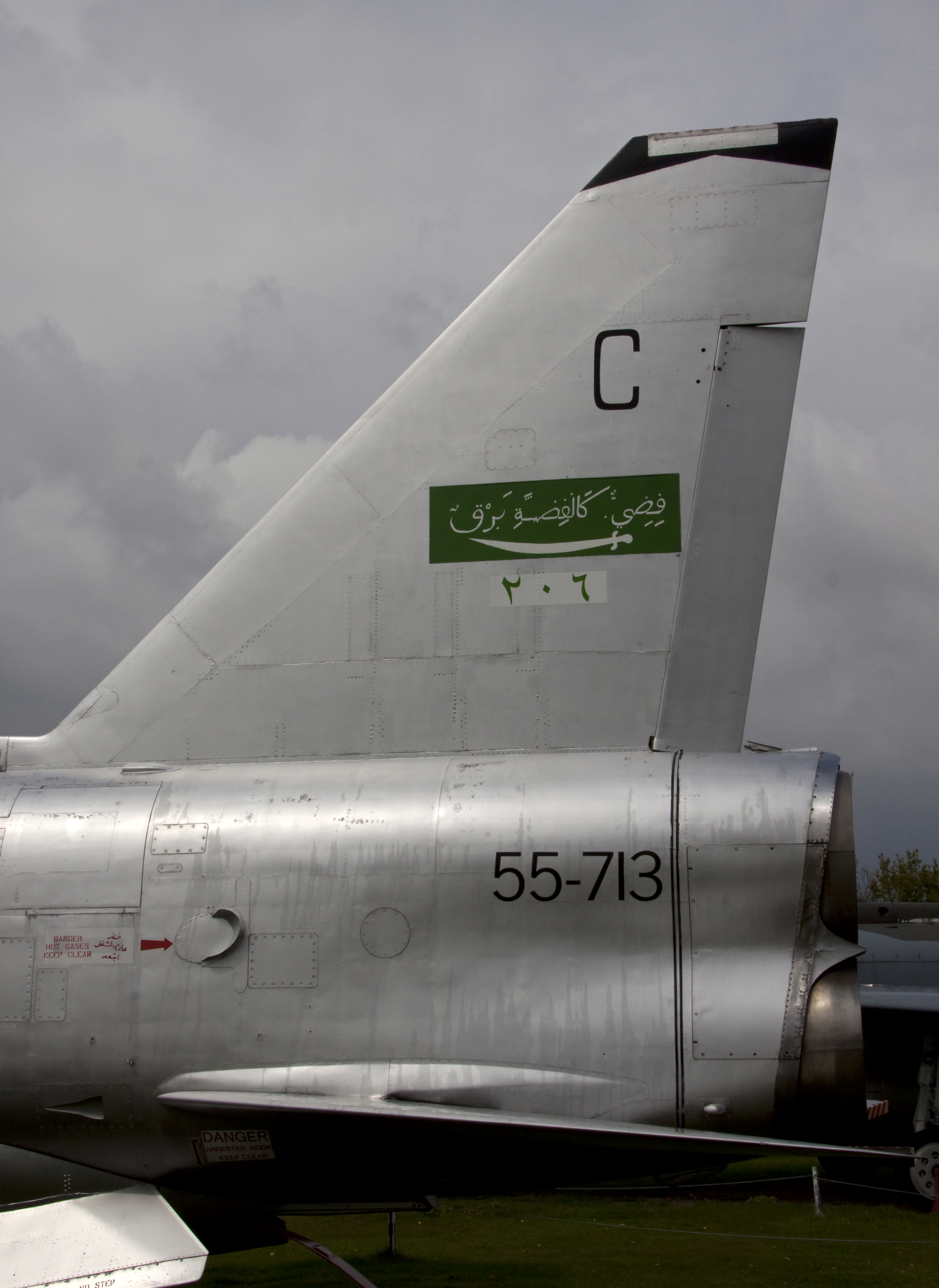
ذيل مقاتلة سعودية في أحد المتاحف
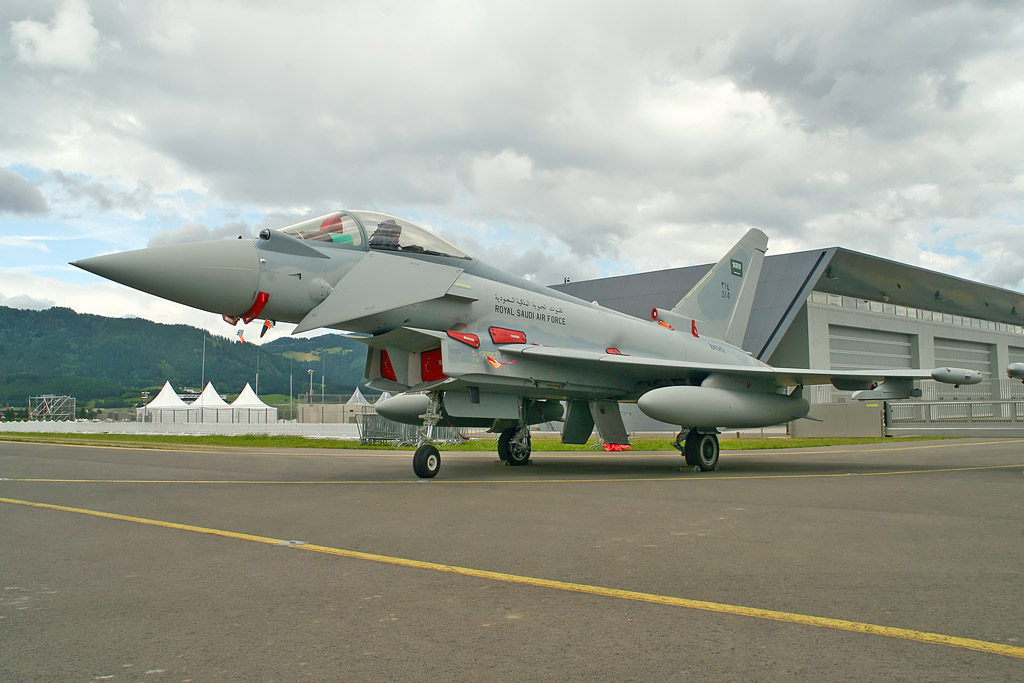
مقاتلة سعودية من طراز يوروفايتر
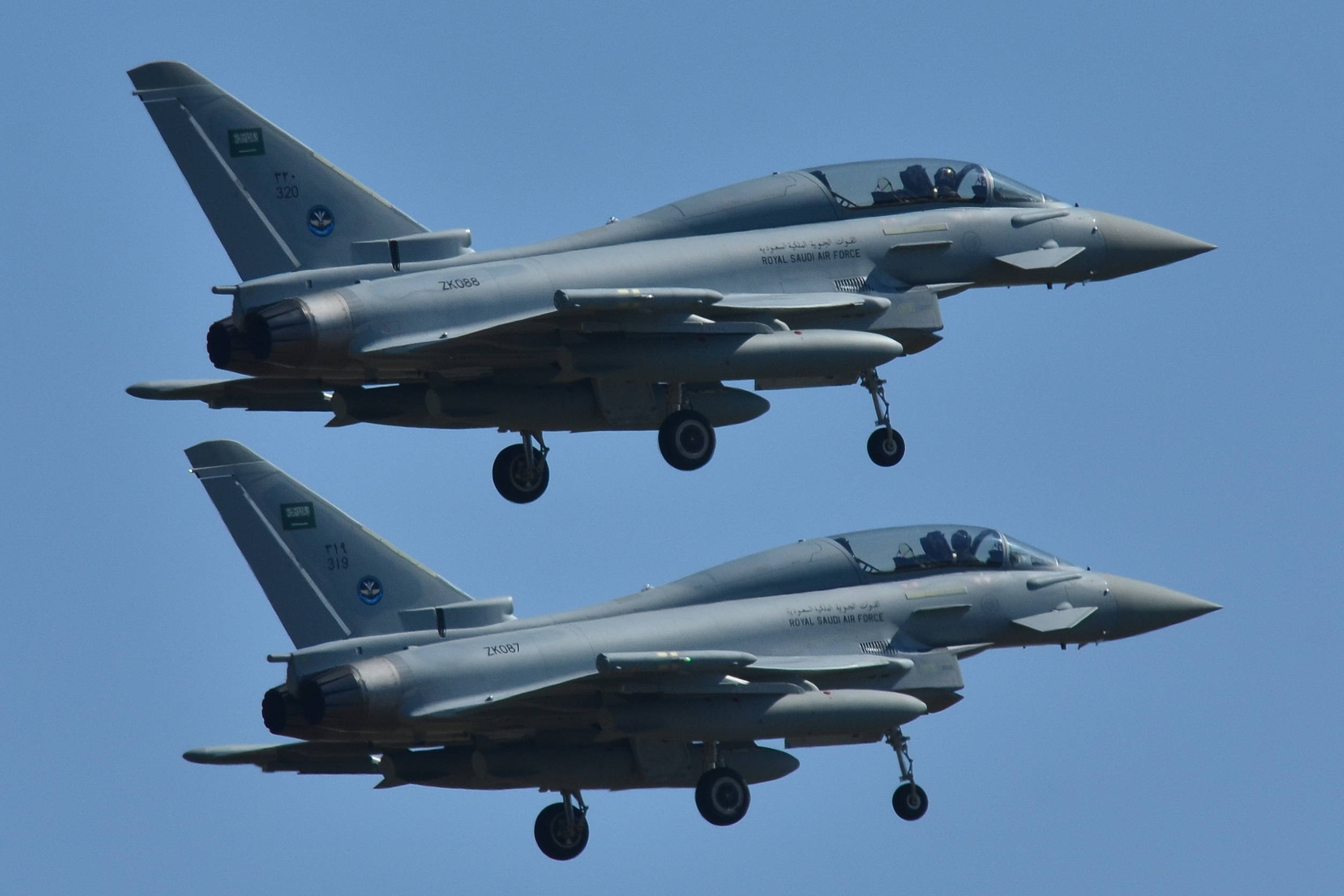
طائرتين من نوع تايفون تابعة للقوات الجوية السعودية
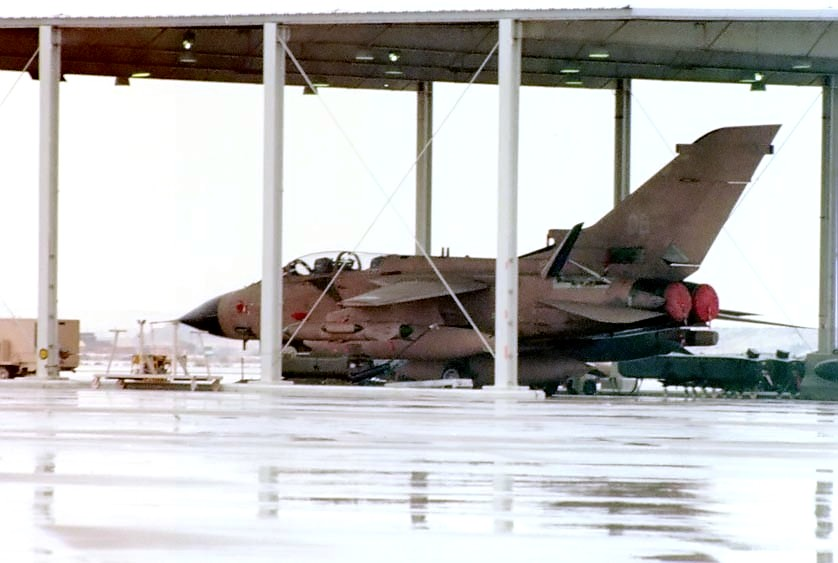
طائرة تورنادو سعودية في قاعدة الملك عبد العزيز الجوية خلال حرب الخليج الثانية

## وصلات خارجية
- موقع القوات الجوية الملكية السعودية
- وزارة الدفاع
- الصقور السعودية

## فيديوهات
- اشتباك القوات الجوية الملكية السعودية مع القوات الجوية العراقية في حرب الخليج الثانية
- مقابلة الطيار عايض الشمراني بعد إسقاطه لطائرات عراقية
- اشتباك القوات الجوية الملكية السعودية مع القوات الجوية الإيرانية